# アークザラッドII
『アークザラッドII』（Arc The Lad II）は、ジークラフト制作のシミュレーションRPG。PlayStation専用ソフトとして、ソニー・コンピュータエンタテインメントから1996年（平成8年）11月1日に発売された。アークザラッドシリーズの第2作目となる。略称はアーク2。
本項では、本作を原作とするテレビアニメ『アークザラッド』についても解説する（#テレビアニメ節参照）。

## 概要
当初は8月の発売を予定していたが、11月1日に延期されその旨の告知CMも放映された。『アークザラッド』の直接の続編で、広範な人気を得て100万本近い販売を記録し、シリーズ最大のヒットとなった。また、PlayStationゲームとしては初めて前作のメモリーカードのデータをコンバート（引継ぎ）できるシステムを取り入れた作品でもある。さらに翌年にはアペンドディスクに当たる『アークザラッド・モンスターゲーム with カジノゲーム』が発売された。音楽は前作に引き続き、T-SQUAREの安藤まさひろが担当している。
PlayStationプラットフォームが主導する形でゲーム業界の潮流が3Dグラフィックへ移行する時代にあって、本作は従来の2Dグラフィックながら、精緻なドット絵で描かれる多数のキャラクターの多彩なアクションが見所となっている。
また、前作はパーティ全員が戦闘に参加していたが、今作では新たな登場人物に加えてモンスターを仲間にすることが可能になりパーティメンバーが大幅増加した一方、戦闘に参加できる人数が5人までに制限され、パーティ編成が重要な意味を持つようになった。
他、前作には存在しなかった「街中での行動」が可能となり、店での買い物や休息といった一般的なRPGの要素が加えられたほか、ハンターズギルドで依頼の遂行や指名手配モンスター討伐を請け負うことで、様々なサブイベントを楽しむことができるようになった。
本作はCD-ROM1枚にもかかわらず、サブイベントまで網羅するとシナリオを追うだけでも100時間近いプレイ時間となる。加えて最大31名のパーティメンバーのレベルアップ上限は、システム上1000まであり、さらに使用武器や魔法にも個々に熟練度が存在する。膨大な収集アイテムと、後述する鍛冶屋による強化のランダム性など、やりこみ要素に関しても前作よりさらに飛躍的に増加している。しかしその一方でプログラム上または内部データのバグが大変発生しやすく、少しディスクが傷つくだけでロードエラーが発生するなどの問題点が発生していた。
1999年（平成11年）のテレビアニメ『アークザラッド』は、本作を基にしている（アニメ版の詳細は#テレビアニメ節を参照）。また、以下のように漫画版・小説版が発売されている。
- 『月刊少年ガンガン』では西川秀明が『アークザラッドII〜炎のエルク〜』として漫画化した（全10巻）。
- 『月刊少年ギャグ王』では藤凪かおるが『アークザラッドII』として漫画化した（全4巻）。
- 小説版は2種類発売されている。

2018年に発売された『PlayStation Classic』に前作と収録されている。

## システム
前作のメインキャラクターは一部を除いて続投し、戦闘の要領も基本的には変わっていないが、各所に相当な改変が加わっている。前作では会話ウィンドウの半透明処理、特殊能力選択メニューなど、ビジュアル的にかなり凝っていたインタフェースデザインはより従来的で単純な雰囲気へと変わったが、視認性は向上している。会話ウィンドウは吹き出し型になり、顔グラフィックも無くなった。所持金の概念が登場し、アイテムの売買も可能となった。
レベル上限は前作の60から1000へと桁違いに上昇した。ただし、ゲーム最終盤の敵のレベルは120〜130ほどであり、敵とのレベル差で獲得経験値が変動するシステム上、それ以上に上げるのは通常の方法では厳しい。
装備品枠は4個から3個になったが、武器と防具・アクセサリに分化し、キャラクターは19系統ある武器のうち最大3系統のものを装備可能で、それぞれの武器で異なるアクションを魅せる。防具は身体防具、頭防具、肩当の3系統に分かれ、頭防具2つを同時装備するなどは不可。また消費アイテムにもアクセサリとしての防御力･装備効果が設定されている（システム変更に伴い、後述のコンバートで前作から引き継げる装備品の中には、前作とは効果が異なるものもある）。ただし、消費アイテムと装備類が同じアイテム枠で扱われることになり、その枠が全体でわずか100足らずしか存在せず、しかも合成用の素材を保持し続けるなどの都合で空き容量を圧迫され続けるため、中盤以降のアイテム管理が非常にシビアとなっており、回復アイテムを大量に用意しての力押し戦術などは実質利用できない。
武器：剣、斧、フレイル、短剣、槍、棒、杖、パンチ、キック、シンバル、鞭、マシンガン（銃1）、ショットガン（銃2）、カード、パッド、ファング、マスク、鎌、数珠

### コンバート
前作『アークザラッド』をクリアしてコンバートした（引き継いだ）データには以下のような特典がある。
- 前作からのメンバーのステータスがそのまま引き継がれる。レベルは前作の上限値である60までで、ステータス数値はそのまま。ただし、コンバートしたレベルがコンバート無しのレベルよりも低い場合であっても、そのままコンバートされる。
- 初期装備は本作用に新たに用意されているが、前作で各キャラクターの専用アクセサリーを入手していると初期装備と入れ替わる形で最初から装備される（アークの古代のゆびわ、ポコの音楽集など）。
- 前作で入手したアイテムは消耗品の一部、アクセサリ全種類が今作の「チョンガラの店」で入手できる。コンバートを行っていないと本作のみでは入手できないアイテムも存在する（本作で合成が可能となる4つのロマンシングストーンなど）。
- エルク一行とアーク一行が合流するまでの間に、アーク視点の追加イベントが挿入される。
- 前作でちょこを仲間にしている場合、ちょこに関する追加イベントが発生する（なお、前作のちょこのデータをコンバートしていない場合は本作で仲間にすることが可能である）。

### 特殊能力
人間キャラクターや仲間モンスターは、レベルを上げていくことによって様々な特殊能力を覚える。設定したターゲットとその周囲に効果が及ぶものが基本だが、単体のみ対象となるもの、使用者の周囲に効果が及ぶものの他、本作では使用者の前方扇形範囲の攻撃特技（ブレス）が新たに加わった。覚えられる特殊能力の数は8つまでとなっているが、ある場所で「追加特殊能力」を行うことによってさらに2つ追加することができる（ヂークベック、オドンを除く）。能力はレベル1から3まであり、レベルの上昇に応じて威力（持続時間）・効果範囲・射程距離等が増える。前作と異なり、固有のエフェクトは数を減らしている。

### 仲間モンスター
リーザの特殊能力「ラヴィッシュ」を使うことによって最大12体のモンスターを仲間にすることができる。仲間にしたモンスターは「マザークレアの館」でクラスチェンジを行って同系統の別種族に進化可能で、特殊能力によって直接仲間にできない通常モンスターも同系統の仲間モンスターをクラスチェンジさせることで仲間にすることが可能となる。また、モンスターは武器以外の装備ができないが、モンスターだけが扱える武器も存在する。パンディットを除くモンスターは任意にパーティから除名・抹消することも可能である。ただし、ボスモンスターや手配モンスターはいずれも仲間にはならず、それ以外にもラヴィッシュが効かずクラスチェンジでしか手に入らないモンスターや、そもそも仲間にならない種類のモンスターもいる。しかしその場合であってもラヴィッシュは使え、演出にも変化しないため、仲間になるか否かの判断材料は無い。
なお、本作では前作の召喚獣も使用することができるが、システム上は人間キャラクターと同様の扱いとなっており、武器以外も装備可能である。

### 施設
ショップ
武器、防具、アクセサリ、アイテム類を売買できる。通貨は「ゴッズ」。
宿屋
料金を払いHPとMPを回復することができる施設。カウンターには宿帳が置かれており、セーブが可能。
仲間のアパートや自宅、ダンジョン内などに置かれているベッドでは無料で宿泊可能。多くの場合、宿帳同様にセーブ可能な日記帳が置かれている。
ギルド
「依頼」をこなしたり、ポスターに貼られている「手配モンスター」を倒すことによって報酬とギルドポイントを受け取ることができる。依頼の遂行はストーリーの本筋に一切影響しない。依頼には評価があり、報酬を全額もらえる「大成功」の他に、減額される「中成功」「小成功」、報酬がもらえない「失敗」が存在する（戦闘で全滅する、仕事完了に時間がかかり過ぎる、選択を間違えるなど）。しかし「中成功」「小成功」「失敗」は全ての依頼にあるわけではない。また、ほとんどの依頼には期限が存在し、そこまでストーリーが進む前に達成しないと依頼が消滅し、遂行が不可能となる。請負中に期限が過ぎると他のハンターが片付けてしまい、自動的に「放棄」となる。ギルドポイントが一定以上溜まると、「ゴッドハンター」の称号が得られ、ある特殊イベントが追加される。
酒場
人が多く集まるため、情報収集に最適な施設。ギルドの依頼人との待ち合わせ場所となることも多い。
鍛冶屋
プロディアスとブラキアの2カ所に存在する施設。アイテムの鑑定や武器の強化などができる。また隠しパラメーターとして経験値が存在し、プレイヤーが鍛冶屋を何度も利用することによって新たな強化項目が増えていく（2つの鍛冶屋はそれぞれにパラメーターがあり経験値は共有ではない）。
合成屋
ヤゴス島にある施設。あらかじめ材料と完成するものが定められており、指定されたアイテムを複数持っていくことで無料で合成してもらえる。合成の材料となるアイテムは非常に貴重なものが多い。

## あらすじ
アークが聖柩により勇者の力を与えられてから1年。全てが始まった精霊の国・スメリアはロマリアの属国と化し、ロマリアの邪悪な野望は着実に世界を蝕んでいた。一方のアーク一行は賞金首にされ、世界中のハンターに狙われながらもロマリアから世界を救うべく戦い続けていた。物語は、ロマリアの影響力の強い大国・アルディアから再び始まる。

### キメラ研究所
幼い頃に故郷を襲撃され、その「炎を自在に操る」という一族特有の特異な能力ゆえに研究機関に捕らえられた過去を持つハンターの少年、エルク。「炎使い」として名を馳せる腕利きのハンターであるエルクは、ある夜「空港を占拠したテロリストを殲滅して欲しい」との依頼を受ける。テロリストを追い詰め、飛空船に乗り込むエルクだが、彼はそこで不思議な雰囲気を纏い、モンスターを従える少女・リーザと出会う。やがてテロリストはリーザを狙う謎の組織に殺されるが、エルクはリーザを連れて逃走する。しかしリーザが撃たれて重傷を負い、ハンター仲間であり保護者であるシュウを頼る。闇医者ラドの治療で回復したリーザは怪しい研究機関によって故郷から連れ去られたという身の上を話し、エルクは背後にある大きな組織の影を感じる。
ギルドでモンスター退治を請け負ったエルクだがそれは罠であり、情報屋の顔を持つ歌姫シャンテに助けられる。彼女の情報網で謎の組織を調べてもらう事にするがシャンテは敵に捕まってしまう。敵の誘いに乗って女神像の式典会場に向かったエルク一行だったが、そこにアーク一味の乗るシルバーノアが現れ、洗脳装置であった女神像を破壊する。エルクは故郷が焼き払われた際に飛んでいたシルバーノアを思い出し、アーク一味を故郷の仇と看做して小型船ヒエンで追い掛ける。しかし追いつけずヤゴス島に墜落し、科学者ヴィルマーの家に保護されるもシュウが行方不明となる。実はヴィルマーはリーザを狙っていた「キメラ研究機関」の元研究者であり、能力を持った子供をモンスターに改造するという研究の実態を知って逃げ出したのだった。自身もキメラ研究機関の被験者だった事実を思い出したエルクは、自分が捕らわれていた研究施設「白い家」の存在とその指導者がアルディアのマフィアのボス・ガルアーノである事を知り、白い家に置き去りにしてしまった友達の救出を決意する。アルディアに戻ったエルク一行はシャンテと再会し、彼女の案内でガルアーノ邸に乗り込むが、そこで待っていたのは幼き日の友達・ジーンとの残酷な再会と、シャンテが弟の命を盾にされてエルク一行を騙していたという事実だった。そしてシャンテの弟は空港で死亡したあのテロリストだったのだ。駆け付けたシュウに真実を聞かされたエルクは怒りのままガルアーノを倒すもそれは影武者であり、弟の敵討ちを誓うシャンテを仲間に加えて白い家を目指す。
白い家に乗り込み、もう一人の友達・ミリルを救出するエルク。しかしミリルは既に改造されており、エルクとの悲しい戦いの末に爆死する。巻き込まれたエルクは心身に深い傷を負い、昏睡状態に陥ってしまう。白い家が崩壊する中、絶体絶命の彼らを救ったのはキメラ研究所を潰すべく行動していたアークであった。シルバーノアでスメリアのトウヴィルに向かった一行はククルにエルクの治療を頼むが彼は目を覚まさず、怒りに燃えるシュウはシャンテと共にガルアーノを追い、キメラ研究所本部があるというロマリア本国を目指す。その途中、シャンテは飛行船から落ち、クレニア島で戦士グルガと出会う。グルガは養女のエレナの目の治療費を稼ぐべく闘技大会で戦っていたが、そのエレナがキメラ研究所の者に狙われたことからキメラ研究所本部を叩き潰すべくシャンテと行動を共にする。失意のリーザはククルに諭されて自分のやるべき事を考え、故郷の人々を助けるべくフォーレスに戻るも魔女として逮捕される。そこでゴーゲンと出会い、共にキメラ研究所支部から祖父や村人を救出する。一方、エルクは精神世界での両親、ジーン、ミリルとの対話を経て目覚めていた。当初はアークの仲間であるククルの言葉に耳を貸さなかったが、パレンシア城跡で炎の精霊から自身やアークの真実を知らされ、悲劇を繰り返さないために戦うことを決意。城跡で出会ったポコと共にパレンシアタワーに潜入し、トウヴィルの住人を救出してキメラ研究所本部を目指す。
ロマリアではシュウがレジスタンスを率いるトッシュと出会い、共にキメラ研究所本部を攻撃しようとするも敵に先手を打たれてレジスタンスは壊滅してしまう。しかしシュウとトッシュはたった二人で列車爆破作戦を成功させ、混乱に乗じてキメラ研究所本部に乗り込む。同時に他の仲間も集結し、わざと捕まって潜入したイーガ、変装してガルアーノの懐に潜り込んだアークとも合流。巨大なキメラと化したガルアーノを遂に倒すも彼はロマリア四将軍の一人に過ぎず、キメラ研究所もまたロマリアの世界征服のプロセスの一つでしかなかった。エルク一行はアーク一行へと加わり、共にロマリアの野望を阻止するべく、本当の戦いへと赴くのだった。

### 殉教者計画
四将軍の一人ヤグンが支配するミルマーナがイーガの故郷グレイシーヌに侵攻する。一行は占い師に扮して身を潜めていたミルマーナ王女サニアを仲間に加え、ミルマーナ軍を撃退する。その後、ロマリアの次なる計画「殉教者計画」を潰すべく、サニアの占いを頼りに強大な力を感じる国へと向かう。殉教者計画とは、各地の「殉教者の塔」と呼ばれる高層建造物に設置した洗脳装置で人々を従順な下僕へと変えるものであり、その指導者は四将軍の一人でありアークの仇敵であるアンデルだった。一行はフォーレスにて、リーザの祖父の犠牲を払いつつも殉教者の塔であった寺院を破壊し、グルガの故郷ブラキアではエレナとの再会と和解を経、グルガの宿敵レイガルを倒して山頂の洗脳装置を破壊する。次なる塔はミルマーナの海底油田であったがミルマーナ軍の列車砲に妨害され、一行は二手に分かれて列車砲破壊作戦を決行。サニアは爆破前に列車砲を使って軍本部を攻撃し、ヤグンは死亡する。しかしヤグンの本体はペットの猿であり、サニアの両親の仇だった。モンスターの本性を現したヤグンを倒し、海底油田を爆破した一行は、以降もアミーグにある神の塔、バルバラードのピラミッドと順当に殉教者の塔を破壊していく。
次なる目的地はスメリアのパレンシアタワーであり、いよいよアンデルと決着を付ける時が来た。しかしダウンタウンにてトッシュの育ての親であるモンジが豹変して復活し、暴虐を働いていた。トッシュは一人でタワーに乗り込み、アークはトウヴィルの防衛をエルクに任せて後を追う。トッシュは受け継いだ奥義でモンジを倒すことで彼を呪縛から解放し、捕らわれていたアークの母ポルタはアークの父ヨシュアによって救出される。しかしヨシュアは息子の未来を切り開くべくその命を散らした。悲しみに暮れる暇もなく、アンデルが奪った聖柩に溜め込んだ負のエネルギーによって闇の封印を解き、トウヴィルでは闇の力が復活しそうになるが、ヨシュアの遺した形見で代表者が一人だけ過去に飛び、1年前のククルと世界を回っては再び精霊の力を集めて再封印に成功する。
最後の殉教者の塔は北極と南極に存在し、アークとエルクは二手に分かれて同時に塔に乗り込む。アンデルはアークが向かった北の塔で聖柩と共に待ち受けており、聖柩内の負のエネルギーを得て襲い掛かってくる。アークは遂に宿敵アンデルを打ち倒すが、死に際のアンデルは最期の力で聖柩を破壊してしまった。

### 最後の戦い
アーク、エルク一行はいよいよロマリア本国へ最後の戦いを挑む。再組織されたレジスタンスと協力して城壁を突破し、市街地で激しい戦いを繰り広げながら王城を目指す。王城では最後の四将軍ザルバドが待ち受けていたが、一行を嘲笑うように王城は空へと浮かび上がった。シルバーノアで特攻し、空飛ぶ王城「ロマリア空中城」へと突入した一行は奥を目指す。最奥部を守るザルバドをも倒し、とうとうロマリア王ガイデルがいる鏡の間へと辿り着いた。
そこにある大鏡には全ての黒幕である魔王「闇黒の支配者」が封印されており、ガイデルを言葉巧みに唆していた。追い詰められたガイデルは世界が滅びるのも構わず封印を解いてしまい、全世界を地震や津波などの天変地異が襲う。ククルの神殿の封印すら破られ、ククルは闇黒の支配者にただ一人立ち向かうも取り込まれてしまい、とうとう闇黒の支配者が完全復活を遂げた。その姿を現した闇黒の支配者は用済みとなったガイデルを始末し、アーク、エルク一行は最後の戦いを挑む。死闘の末に闇黒の支配者を追い詰めるも、不死である闇黒の支配者を倒すには至らない。闇黒の支配者はこの世界が手に入らないならと全ての生物を死滅させようとするが、アークは全精霊の力を集結させ、その身と引き換えに闇黒の支配者を封印した。
空中城は墜落し、エルク達は無事だったものアークの姿は無く、彼らの前には無惨に破壊し尽くされた世界だけが広がっていた。絶望するエルクの前にアークとククルの霊体が現れ、世界は荒廃したものの消えた訳ではないと告げる。そして彼らはエルク達に未来を託し、生き残った人々に希望を与えるべく二つの光となって飛んでいくのだった。

## 登場人物
担当声優はゲーム、ドラマCD版・テレビアニメ版の順。なお、登場しなかった、または声が当てられていなかったキャラクターは「-」で示す。漫画版の記述は特筆しない限り西川版を指す。

### 今作からのキャラクター
エルク（エルクコワラピュール）
声 - 折笠愛 / 浪川大輔、久保田恵（子供時代）
誕生日：4月11日、年齢：15歳、身長：160cm、体重：50kg、血液型：B型、出身地：東アルディア
属性：火 / 使用武器：剣、槍、斧
主人公。物語前半は彼を中心に展開する。炎の精霊を守護するアルディアの先住民ピュルカ族の生き残りで、「炎使い」の異名を持つハンター。幼いときにシルバーノアで襲来した正体不明の部隊により部族を皆殺しにされ、キメラ研究所の特殊能力研究機関「白い家」に連れて行かれる。後に脱走に成功したが、砂漠に迷い込み行き倒れとなっていたところをシュウに助けられハンターとなる。若年ながらプロディアスではすでに名の知れた存在。やや短気な性格で言葉使いも悪いが正義感は強い。
ストーリー序盤、空港を乗っ取ったアルフレッドを捕まえる仕事を請けたことがきっかけでリーザと出会い、彼女が怪しい集団に狙われていることを知り、成り行きで彼女と行動を共にするようになる。謎の集団の黒幕ガルアーノも参加する式典に潜入した際に、式典を襲撃したアークの飛行船が自分の村を滅ぼした部隊の使っていた船であったことからアークを村の仇と思い込みむも、炎の精霊との対話で彼らの目的と真実を知り、共にガルアーノを打倒した後は和解。以降はロマリアの野望を阻止すべく、アーク一行と行動を共にするようになる。
攻防とも伸びがいい前衛タイプで、炎の魔法のほかに戦闘能力を高める特殊能力を操る。彼の魔法「インビシブル」はあるアイテムを手に入れるとMP問題が解消され、ゲームバランスを崩壊させかねない性能を持つ（ただし、破られることもある）。
- 特殊能力：ファイヤーストーム、ファイヤーシールド、チャージ、リタリエイション、マイトマインド、エキスパンドレンジ、インビシブル、エクスプロージョン

漫画版
ゲームとほぼ同じ扱いだが、幼い頃はシュウに助けられた当初、人見知りの激しい子供で誰にも懐こうとはしなかった。しかしシュウがいなくなってしまった時は必死で町を探し回り、見つけた以降はシュウを慕うようになる。ピュルカ族一の戦士であったブラムと長老の娘・サラの一人息子。好物はブルーベリーパイ。こちらは主に槍を使い、魔法も「ファイアーストーム」以外は使えない（ただし、最終決戦時に一度だけエクスプロージョンを使っている）。
リーザ・フローラ・メルノ
声 - 浅田葉子 / 堀江由衣
誕生日：9月8日、年齢：14歳、身長：156cm、体重：42kg、血液型：O型、出身地：フォーレス
属性：地 / 使用武器：鞭、短剣
前半のヒロイン。獣使い。フォーレスのホルンの村出身で、村には生まれながら特殊な力を持つ者がいるため人里離れた高原の奥地に住んでいる。両親については言及されておらず、係累は祖父一人。ある日、キメラ研究所がホルンの住人が持つ力に目をつけ、村人は研究所へと拉致され、リーザはただ一人飛行船で捕らわれてしまう。研究所に搬送される途中寄港したアルディアにて見張りの隙を突いて逃げていた最中、偶然乗り込んできたエルクと出会い、テロリスト（アルフレッド）と戦うエルクに加勢する。直後、自身を狙う組織からエルクに助けられるも、黒服の一人に銃で撃たれる。エルクが連れてきたラドによって治療された後は彼と行動を共にする。ゲーム中、彼女だけがモンスターを仲間にする特殊能力を持つ。なお、強制イベントでパーティが分断される際には、パンディット以下仲間モンスターはリーザに着いてくる。
中盤、白い家崩壊の際にアークに助けられるがエルクが瀕死の重傷を負ったことでしばらくの間は神殿で彼を看病しながら悲しみに暮れる日々を過ごすが、ククルから自分の道は自分で切り開かなければならないと諭され、離れ離れになった故郷ホルンの人々の安否を確かめるため単身フォーレスへと向かう。そこで怪しい魔女として一時警察に逮捕されるも、留置されていたゴーゲンと出会い、リッツの助けによって脱出。ゴーゲンと共に祖父とホルンの村人をキメラ研究所から救出後、ロマリアへと向かい仲間と合流。ガルアーノ打倒後はアーク一行に加わる。教皇らの策謀でホルンを破壊され、ギーア寺院での戦いでは祖父をも失ってしまうが、一連の事件を機にリッツを始めとするラムールの人々がホルンの復興に手を貸すようになり、ククルの助言した通り「勇気ある行動は人の心を開く」結果となった。
大地の魔法を操るが戦闘能力は低く、回復魔法などでの支援役に適している。しかし装備次第では前線でも活躍できる。また、1のチョンガラと同じくモンスター図鑑を完成させるためにモンスターを調べるのは彼女の役目。図鑑の内容はかわいらしい口調の割に結構辛口なコメントが多い。
- 特殊能力：調べる、パワーロス、キュア、グランドシールド、ウィークネス、アースクエイク、ハリケーンアタック、ラヴィッシュ

漫画版
モンスターを仲間にすることはせず、仲間モンスターは彼女と共にいるパンディット1匹。また、ゲームのようにナイフや鞭、大地の魔法を使うことはなく、使える魔法はキュアのみ。料理が得意。終盤ではミリルを失って、生きる希望をなくしかけたエルクを救うため、ククルのリザレクションを成功させるため、エルクの心の深層へと入っていく。
アニメ版
ホルンの力だけでなく、キメラを生み出す聖母として、そして聖柩を開かせる役目のためにクライブから付けねらわれることになる。また初期設定ではゲーム版と同じオフショルダー風なファッションだったが、結局その服装は描かれなかった（ただし服のデザインの大体はゲームと同じである）。なお、当初は黄色のドレス姿であったが途中から着替えることとなる。
パンディット
声 -  家中宏（ドラマCD）/ 内田岳志
種族：キラードッグ
属性：水 / 使用武器：かみつき、パンチ
リーザと共に仲間に加わるモンスター。青白い毛並みに、紺色のたてがみをもつ巨犬。エルクと出会う前にキメラ研究所で行われた感応実験以後、リーザに忠実に付き従っている。
仲間モンスターシステムの案内役に当たる存在であり、リネームやクラスチェンジは可能だがパーティから放出することはできない。序盤、仲間が少ないうちは貴重な戦力となり、攻撃力を強化する特殊能力も便利だが、中盤以後は打たれ弱くベンチウォーマーになりがち。モンスターゲームを利用することで通常はクラスチェンジできない有力モンスターに変化させるテクニックが考案されている。
- 特殊能力：コールドブレス、ストライクパワー、チャージ、アイスシールド

漫画版
常にリーザの傍らに描かれており出番が多い。戦闘時の獰猛な姿に比して平時には普通の大型犬並みに扱われ、子供たちに弄られたり変装させられたりする等ムードメーカー役でもある。
シュウ
声 - 池田秀一 / 同左
誕生日：2月16日、年齢：25歳、身長：178cm、体重：62kg、血液型：AB型、出身地：不明
属性：風 / 使用武器：キック、銃、銃2
謎に包まれた凄腕ハンターであり身寄りがいないエルクの保護者でもある。出身地や家族などについても不明。ロマリアの暗殺部隊の出身、スメリアの奥地にある特別な村の出身などの噂があるが、どれも定かではない。作中で唯一示唆される情報として、彼の師と思われる人物に成りすましたモンスターから処刑寸前のチンピラの身分であった際に助けられ、暗殺のプロとして教育されたという過去が語られている。ただし、本人は「最後に過去の亡霊と出会うとはな」と反応しており、良好な間柄ではなかったことを窺わせる。
負傷したリーザを連れて逃走中だったエルクに頼られ、しばらく自身のアパートに匿う。その後、事件の背後にある影を感じ取りエルクと行動を共にするようになるが、ヒエン墜落時に行方不明となる。実は身を隠して独自に調査しており、キメラ研究機関や白い家について調べ上げていた。ガルアーノの屋敷での戦いに駆け付け、エルクと合流。共に白い家へと向かう。白い家崩壊の際にアークに助けられた後は、エルクの治療をリーザとククルに託し、独自にガルアーノを追うため、シャンテと共に行動を開始。ロマリアの飛行船にてシャンテとはぐれるも単身でクズ鉄の町へ潜入。そこでアークの仲間でレジスタンスのリーダーでもあるトッシュと出会い、レジスタンスと共にキメラ研究所本部への攻撃を計画するも直後にレジスタンスは壊滅し、わざと泳がされていた事実に気付かなかった自分を責め立てる。しかしその悲劇を乗り越え、盟友となったトッシュと共に列車爆破作戦を成功させ、キメラ研究所本部へと潜入。偽者に惑わされながらも仲間と合流し共にガルアーノを打倒。以降はアーク一行に加わる。
知識や判断力に優れ、同時に冷静沈着な性格だが、エルクが「白い家」で瀕死に陥るとガルアーノを討つ事に強い拘りを見せるなど、情に厚く感情的な一面も併せ持つ。幼かったエルクを保護したり、レジスタンスに加わりたがるダニーに厳しい言葉を浴びせたのも、自分のような辛い目に遭わせたくないという優しさからであった。そうした面がトッシュとは相性が良く、お互いに信頼している。一方で、前述のような爆破計画を立案したりと大胆な面もあり、続編でもトッシュからそう評されている。
普段はアルディアの田舎町インディゴスを活動拠点にしており、市内には女性のファンもいるなどそれなりの知名度を持つ模様。ただし、ハンターを敵視する市警のリゼッティー警部からはエルクと共に目の敵にされている。
戦闘能力は高めで特に素早さと回避力が優れており、攻撃範囲の広い銃を扱える。風を操る魔法のほか、「盗む」「時限爆弾」など裏の仕事人を彷彿させる特殊能力を持つ。ただし魔力は低いので魔法の威力は期待できない。
名前の由来は彼の声も演じている声優・池田秀一の名前から。
- 特殊能力：盗む、テンダリーショック、ウインドシールド、スピードアップ、スケープゴート、時限爆弾、乱れ撃ち、ウィンドスラッシャー

漫画版
ロマリアの暗殺部隊の出身ということになっており、軍の行いに嫌気が差してハンター稼業に身を投じた。その折に砂漠で白い家から逃亡した幼いエルクを発見し、彼を育てる。なお、酒には一杯で酔ってしまうが酒量自体は多く、五升も十升も飲んでゴーゲンをあきれさせている。かなり料理上手。ゲームとは異なり、格闘戦ではキックではなくとてつもない怪力から繰り出されるパンチを主力とする。またバックパックにロマリア製と思われる大量の銃器を収納しており、これらの斉射とエルクの炎魔法を組み合わせた連携技も使用する。初期設定画では少々怖い顔だった。
シャンテ・ドゥ・ウ・オム
声 - 根谷美智子 / 杉村理加、歌 - キャラ・ジョーンズ
誕生日：3月14日、年齢：23歳、身長：170cm、体重：50kg、血液型：B型、出身地：アルディア
属性：水 / 使用武器：キック、棒、杖
インディゴスの酒場の歌姫。特定のタイミングで酒場を訪れると、彼女が歌う「MUSIC MAN」を視聴できる。戦闘能力は低いが回復魔法に長け、彼女が扱える「リザレクション」は戦闘中に倒れた仲間を復活させる、術者の少ない貴重な能力。他に水（氷）系攻撃魔法を操る。弟のアルフレッド（アル）だけがシャンテの誇りであり、自分がなんとしても支えていかなければと思っている。
情報屋として裏社会にも通じており、偽依頼の罠に掛けられていたエルクとリーザを助けた際に知り合う。報酬と引き換えにリーザを狙う組織の情報を提供するという話になるも、エルクがいざ金を工面するとその組織に拉致されてしまう。後にヤゴス島から帰還したエルクとリーザの前に健常な姿で現れ、一連の事件を仕組んだガルアーノの元への案内を引き受ける。しかし実はアルの命を盾にガルアーノから脅迫され、エルクとリーザを騙していた。一時は事情を知らないエルクに怒りをぶつけられ、それを甘んじて受け入れるが、そこまでして助けようとしたアルが既に死んでいる真相を知り、仇を討つべく自分も連れていくようエルクらに懇願する。白い家崩壊の際にアークに助けられ、ガルアーノ打倒に燃えるシュウに付いて行く形でロマリア戦艦に乗り込むも、脱出寸前に空へと放り出されてしまう。流れ着いたクレニア島にてグルガ親子に助けられ、武闘大会が終わるまで飛行船が出ないこともあってそれまではグルガの試合を観戦しつつ過ごす。彼の義理の娘・エレナの問題が一段落した後にグルガと共にロマリア本拠地へ潜入。ガルアーノを打倒後はアーク一行に加わる。
幼少期に稼ぎ手だった母を亡くし、売れない芸人だった父は酒に溺れてシャンテを虐待した。シャンテは病弱な弟アルフレッドを守るため酷い虐待を一手に受け耐え続けていた。後にアルともどもある男に売られて彼女は歌手になるも、病に冒されたアルが捨てられかけたことで、男を刺しアルを連れて逃亡。しかし、ようやく大きな病院に入れることができたアルは姿を消してしまった。弟の行方を探し続ける中、ガルアーノからアルの命を盾に脅迫されていた。
- 特殊能力：キュア、サイレント、アイスシールド、リフレッシュ、ディスペル、ディバイド、ダイヤモンドダスト、リザレクション

漫画版
フリーの歌手として、弟のアルフレッドを探して旅をしている女性。エルクたちの仲間にはならず、一人放浪の旅を続けていた。たまたまヤゴス島から帰ってきたエルクたちとアルディアの酒場で出会い、親しくなる。その際にシュウとはいい雰囲気になるも、ロマリアの関係者からアルフレッドを殺したのはエルクとシュウという偽情報をつきつけられ、二人に復讐するために洗脳される。
アニメ版
彼女も登場するが特に本編と関わりは持たない。シュウとエルクとはすでに面識がある。
ヂークベック
声 - 吉川虎範 / 田中正彦
身長：123cm、体重：123kg
使用武器：パンチ、銃
かつて、古の七勇者の護衛を務めた機神団の団長。ヤゴス島でエルクたちに発掘され、ヴィルマー博士によって修理されるも、当時の記憶を失っている。何者によって造られたのかは定かではない。発掘時の姿はロボット系モンスターと同じで口調も厳かだったが、ヴィルマーでさえも解析しきれない構造で適当に直すしかなかったらしく、修復後は似ても似つかない手足のついたストーブか焼却炉のような姿になり、同時代の住人であるゴーゲン同様に年寄り臭くトボケた言動が多くなった。戦闘時にはコミカルな動作を披露する。メインユニットは目玉とプロペラの付いた黒い球体で、戦闘不能時には爆発するボディから離脱する。
最速では、白い家に向かう前に仲間になる。彼を仲間に加えるかはプレイヤーの任意なので仲間にしないままゲームを進めることも可能だが、続編では仲間にした展開が正史になっている。パーティ分断前に仲間にした場合、エルクが目覚めるまでククルの神殿に残り続け、以降は行動を共にする。ポコとの合流後は彼と共にパレンシアタワーに潜入するが、あまりのマイペースぶりでアンデルすら唖然とさせている。宿敵グロルガルデの待ち受ける神の塔では一時的に本来の記憶を取り戻すが、トッシュに小突かれたり瓦礫で頭を打つなどで結局元に戻ってしまう。しかし冒険を通じて記憶は修復されたようであり、海底神殿や空中城で自身に関わる存在と相対する場合を除き、普段はそれを表に出さず韜晦している。
レベルアップにより成長しない唯一のキャラクターで、封印の遺跡などで手に入るパワーユニットを装備することで、その能力を向上させることができる。しかし、攻撃の命中率は敵とのレベル差に比例するため、ストーリーが進む（敵のレベルが上がる）と、こちらの攻撃はほとんど当たらなくなってしまい、攻撃はほぼ魔法のみに限定されることになる。一方、ヂークベックが得た経験値は他のキャラクターへ配分することができるという利用法がある。入手経験値もレベル差で変動するため、ヂークベックは他のキャラより獲得する経験値が多く、レベル上げしたいキャラを直接戦闘させるよりも効率がいい。
西川版の漫画には未登場。
- 特殊能力:しあわせ光線

アニメ版
エルクたちに同行せず、ヤゴス島に留まる。
グルガ・ヴェイド・ブラキール
声 - 長嶝高士 / 大滝寛
誕生日：4月23日、年齢：33歳、身長：202cm、体重：102kg、血液型：B型、出身地：ブラキア
属性：光 / 使用武器：キック、斧、棒
黒々とした屈強な巨躯の戦士。かつてニーデルの植民地だったブラキアを独立させた英雄。しかし独立闘争がもたらした被害は大きく、多くの命が失なわれた責任をとり、盲目の戦災孤児エレナを養女として引き取って静かに暮らしている。 だが自分が本当の父親でないことは、今や実の娘のように溺愛しているがゆえの“父親”でいられなくなるかもしれないことに対する恐怖や、エレナの両親を結果的にとはいえ奪ってしまった負い目からか言えずにいるため、エレナ自身は彼を本当の父親だと信じている。
武闘大会の優勝賞金をエレナの目の治療費に充てるべく、クレニア島に滞在していた際に海岸に流れ着いていたシャンテを保護する。その後、武闘大会で見事に優勝を果たすも直後にエレナがキメラ研究機関に誘拐され、シャンテの協力を得て救出に向かう。救出後は賞金をエレナの治療費と当面の生活費に充てるように宿屋の主人へと託し、エレナを狙ったキメラ研究所を潰すべくシャンテと共にロマリアへと旅立った。ガルアーノ打倒後はアーク一行に加わる。
ブラキアで殉教者計画が進められていると知り帰郷するも、そこで待っていたのはかつての宿敵にしてエレナの実父レイガルと、そのエレナとの再会であった。当初は目が見えるようになったエレナに拒絶されたショックと失意で酒浸りとなるが、シャンテの叱咤激励によって奮起。すべての決着をつけるべくバンザ山に向かい、人の心も姿も捨てたモンスターと化したレイガルを倒してエレナに真実を打ち明けるも、それでもエレナは彼を許して父親と呼び、親子の絆を新たにする。
戦闘能力は非常に高く最前線で活躍できる。自身のパワーをさらに高める特殊能力を操り、複数の敵相手には光系魔法を操る。彼自身が光属性のため、アンデッド系の敵に強い。
シナリオ中では見た目によらず思慮深く、弱みもある人物として描かれるが、戦闘では一転して烈しい闘争本能を露わにする。また、回復時にはボディビルダーのようなポージングを取りながら「美しい」「完璧だ」などと発言したり、図鑑では「いつもハダカでカゼひかないのかな？」とだけ書かれていたり、『モンスターゲーム』の「シャンテ劇場」では人間扱いされなかったりと、ストーリー外ではコミカルな扱いも受けている。
- 特殊能力：グルガチャージ、グルガタックル、コンフュージョン、ローリングソバット、デトラクトレンジ、エクストラクト、グルガスペシャル、スーパーノヴァ

アニメ版
18話のみ登場。キメラ化された人間と「名も無き十字軍」について調べていた。
サニエレ・アルノ・ヘ・ドバッチ・ミルマ（サニア）
声 - 椎名へきる
誕生日：10月31日、年齢：18歳、身長：165cm、体重：48kg、血液型：AB型、出身地：ミルマーナ
属性：闇 / 使用武器：カード、槍、杖
ペイサスの占い師だが、その正体は元ミルマーナ王国の王女。ミルマーナを手に入れようとするヤグンに侵攻された際、2体のモンスターに両親である王と王妃を殺害され、グレイシーヌへと逃げ延びる。王国を滅ぼしたヤグンと両親の仇のモンスターに復讐するために呪術を学び、占い師として身を潜め機会を窺っていた。
アーク一行がラマダ寺を訪れた際、両親の仇の手掛かりを得るべくミルマーナ軍の情報を交渉材料として半ば強引に割り込んでくる。気性は烈しく、元王女という立場ながら復讐には誰にも頼ろうとしていなかったが故に、当初はアーク一行と取引・利用するような意図で接触してきた。しかし王に裏切られて消沈するイーガをその立場から感情的に叱責し、彼を奮い立たせる切っ掛けとなった。ミルマーナ軍撃退後は彼らを利用しようとした罪悪感から同行を断ろうとするも、逆にイーガから協力を申し出られ、一行に加わる。メンバーの中では精神的余裕のあるイーガやポコと付き合いやすいようである。
ミルマーナで殉教者計画が動き出したことを機にヤグンとの決着を付けるべく故郷に戻る。列車砲によって軍本部ごとヤグンを葬るも本体は逃げ延びており、その正体は両親を殺した張本人であった。復讐は果たしたものの、ミルマーナを見守ってきた恵みの精霊、ひいては全世界の危機を知ったことで以降もアーク一行と行動を共にする。
典型的な魔法使いタイプで、肉弾戦には弱いが、特にMPの成長は随一。闇系攻撃魔法や呪術を用いて敵を圧倒する。彼女だけの固有魔法「トランスファー」は自分の代わりに別の仲間を行動させる効果があり（呪いで操っているという設定）、非常に便利。ディバイドを追加すれば回復役にもなりうる。
- 特殊能力：シャッフルショット、イクスクレイト、ランダムダイス、ダークシールド、トランスエネミー、トランスファー、ダークデストラクター、ロブマインド

漫画版
グルガ、イーガとともにすでにアークの仲間となっており、ゲームと同じくカードで戦う。終盤からの登場のため、出番は少なめ。

### 前作からのキャラクター
前作には存在しなかった、個々の属性が設定されている。
アーク・エダ・リコルヌ
声 - 結城比呂 / 同左
誕生日：8月23日、年齢：16歳、身長：175cm、体重：59kg、血液型：A型、出身地：スメリア・トウヴィル
属性：無し（全ての精霊の加護を得ているため）/使用武器：剣、棒、短剣
前作の主人公であり、後半では物語の中心人物となる。五大精霊に選ばれし勇者。精霊の導きにより聖柩を見つけ、勇者の力を手にしたが、スメリアの大臣で、ロマリア四将軍の一人アンデルの策略で、スメリア王の殺害犯にされてしまう。各国で仲間ともども、指名手配にされている。彼の懸賞金は100万ゴッズと作中でも破格のもの。
前作の血気盛んな性格はなりを潜め、冷静で落ち着いた雰囲気を漂わせる。パーティーのリーダーとして指針を示すことが主体となり、年齢にそぐわぬほどの行動力と冷静さを合わせた姿を見せる。しかし、胸のうちには「これ以上悲劇を繰り返させない」という堅い決意を秘めており、個性的な仲間たちを纏め上げてロマリアの暴虐に正面から立ち向かっていく。
エンディングでは世界を守るため、ククルと共にその命を散らす。
戦闘能力はバランス型で、様々な属性の魔法を操るが、『2』ではステータスの魔力関連により、肉弾戦で活躍させる方が使いやすい（コンバートを行っている場合ではもう少し魔力が上昇している場合がある）。ただし前衛タイプとしてはHPの成長が鈍いことと、特殊能力の「トータルヒーリング」と専用装備の組み合わせから「回復勇者」と呼ばれることもある。魔法「ウィークエネミー」は雑魚戦のゲームバランスを崩すほどの性能を持つ。ほか、追加特殊能力として「インビジブル」を習得可能。
- 特殊能力：バーングラウンド、トータルヒーリング、ゲイルフラッシュ、スローエネミー、メテオフォール、トルネード、マジックシールド、ウィークエネミー

漫画版
ゲームのような活発なところはあまりみせず、物静かで神秘的なキャラクターになっており、髪の毛も少々長めに設定されていた（アニメでも冷静なキャラクター）。
ククル・リル・ワイト
声 - 吉田古奈美 / 水谷優子
誕生日：6月26日、年齢：18歳、身長：167cm、体重：49kg、血液型：AB型、出身地：スメリア
属性：光 / 使用武器：パンチ、キック、短剣
前作のヒロインで神官。前作では戦闘に参加していたが、闇の力の復活を防ぐため、地形の変化したトウヴィルの神殿に留まっている。
自分の巫女としての運命を受け入れたためか、アーク同様に強気な性格はなりを潜めており、年齢にそぐわぬほど大人びて静かな物腰を崩さない。また外見が最も変わったキャラクターであり、いわゆる巫女服を意識したような独特の衣装をまとい、ポニーテールにしていた髪も下ろし、ストレートになっている。ラストバトルの前哨戦では元のスタイルに戻る。『モンスターゲーム』でも以前の外見で登場しており、本来の快活な性格に戻っている。
終盤、前作のエンディング後の様子が描かれる。仲間を見送った直後、1年後から時を超えてきた仲間と合流し、各地の精霊を訪ねる二度目の旅に出ていた。その後、隆起して現れた「いにしえの神殿」（現・ククルの神殿）に封じられている闇の力に対し、自身が聖柩に代わる封印となった。これによりトウヴィルから離れられなくなり、前作のような戦う力も失っている（攻撃を受けた際に体術で反撃する程度の力は残っている）。
期間はわずかではあるが今作でも戦闘に参加する。前作のデータをコンバートしていれば、そのままのレベルで戦闘することも可能。
一部のイベントを除いては仲間にはならず、終盤では闇黒の支配者に敗北を期すなど、パーティメンバーとしては活躍の場が少ない。
アークが実質的な主人公となる後半は、彼女がヒロインを務める。
- 特殊能力：キュア、マジックシールド、サイレント、リフレッシュ、天の裁き、リザレクション、ディバイド

アニメ版
ゲームにあった活発的な性格は消え、大人しい女性。また、髪型は前作同様のポニーテールとなっている（回想シーンにて前作同様の服装も見られた）。アバンパートでは時折語る。
ポコ・ア・メルヴィル
声 - 坂本千夏 / 水田わさび
誕生日：2月22日、年齢：16歳、身長：156cm、体重：79kg、血液型：B型、出身地：スメリア
属性：水 / 使用武器：シンバル、フレイル
スメリア国パレンシア候軍の新米兵士。除隊済みだが、本人は今でも「パレンシア兵士」という自負で行動しており、軍服で通している。
前作での気が弱く物怖じしてばかりだった性格はなりを潜め、明るさと自信を手に入れている。しかし度胸が付きすぎたせいか常にマイペースで、やや緊張感に欠ける側面も併せ持つ。
トウヴィルの村人を救出するべく、パレンシア城の抜け道を探している最中にエルクと出会う。今作では事情をよく知らないエルクを導き、また単独行動中にアンデルと遭遇し啖呵を切る、避難民の先頭に立ってモンスターから守るなど、成長した一面を見せている。
防御とHPは低いので前線には向かないが、太鼓やラッパを駆使した特殊能力を使う。魔力が高く特技のバリエーションも広く、特にパーティーメンバーの強化技が優れている。そのため、魔法系ではサニアと並ぶ強力なキャラクターである。アニメ版では度々ハープを使って人々を癒す描写が多い。
- 特殊能力：戦の小太鼓、荒獅子太鼓、気合いラッパ、へろへろラッパ、癒しの竪琴、マインドバスター、韋駄天のオカリナ、オーケストラヒット

漫画版
エルクの額に埋め込まれた記憶消去チップを除去してくれた。その後、エルクたちと共闘しガルアーノを倒すも、アークに酷い火傷を負わせたエルクを許せず、意地を張っていたが、エルクにはエルクの理由があるのだと納得し、アークと仲良くなれればいいと思い、再びエルクの傷を癒してくれる。ケラックたちとは仲がいい。また、リーザと出会ったときは顔を赤くしていた。トッシュにからかわれることが多いアーク一行のムードメーカー。
トッシュ・ヴァイア・モンジ
声 - 檜山修之 / 同左
誕生日：8月12日、年齢：29歳、身長：181cm、体重：66kg、血液型：O型、出身地：スメリア・ダウンタウン
属性：火 / 使用武器：剣
紋次一家の若頭で、弱者を救うことや義理を重んじる任侠の男。義父にして親分である紋次がアンデルの陰謀によって捕えられ、トッシュ自身も窮地に陥ったところをアークと出会い行動を共にする。懸賞金はアークと同じく100万ゴッズ。
子分たちを束ねていた経験とその人格を買われ、ロマリア現地のレジスタンスを纏め上げるという大任を勤めている。同じ目的を持ったシュウと出会い、彼との一対一との闘いを経て固い友情を結ぶ。今作の時点からカリスマ性とリーダーシップを発揮しており、続編での組の頭としての姿の片鱗を見せる。一方、難しく考えるのが苦手で短気という短所もまた前作以上に現れており、エルクから台詞が平仮名ばかりである事をバカにされたり、イーガからは「奴は何も考えていない」と評されるなどコミカルな描写もある。酒癖も悪く、以前酔った勢いでとんでもない事をしでかしたらしく、仲間が偽物に惑わされていた際にはそれが本物の証明にされた。
親代わりであり剣の師でもあった紋次をみすみす死なせてしまったこと、剣客として生前の紋次を超えられなかったことに強い悔いを残している。ストーリー中では、思わぬ形でこれらの過去と向かい合うことになる。
戦闘能力は高く、攻撃力の高さから場所にかかわらず最前線での活躍が期待できる。コンバートされたデータがあると、より早い時点から恐るべき戦闘力を発揮できる。一方で特殊能力が前作に比べて著しく弱体化されたため通常攻撃以外の攻撃手段に乏しく、またいささか打たれ弱いのが難点。
- 特殊能力：桜花雷爆斬、呪縛剣、真空斬、虎影斬、刀破斬、鬼心法、竜牙剣、紋次斬り

漫画版
酒好き設定を反映していつも徳利を所持している。血気盛んな男性で、ポコと並んでアーク一行のムードメーカーだが、常にアークのために行動し、アークに危害を加えるものは一切容赦しない激しさも併せ持つ。
ゴーゲン
声 - 辻村真人 / 中博史
誕生日：10月28日、年齢：不詳、身長：160cm、体重：47kg、血液型：O型、出身地：不明
使用武器：杖、フレイル、槍
数千年も前に聖柩を運んだ七勇者の一人。アークにより永き眠りより解き放たれ今回の冒険に再び参加することになる。その魔力は計り知れず、洗脳装置である女神像や巨大な岩を攻撃魔法で破壊するシーンが度々描かれる。一方、少々物忘れが激しくなってきており、本作ではとぼけた面も数多く見られる。フォーレスのキメラ研究所を捜索していた際、逮捕されたリーザと牢の中で出会い、再び人に絶望しかけた彼女の道標となる。その際の口ぶりから、リーザがククルの導きでフォーレスを訪れる事を予め知っていた事が窺える。
古代の知識も豊富でヂークベックを仲間にしていない場合はアミーグの「神の塔」で彼が解説役を務める。
肉弾戦には弱いが数多くの強力な攻撃魔法を使いこなす。今作では戦闘中のジャンプが出来なくなったが、移動魔法のテレポートは壁の向こう側などにある宝箱取得のために必須となる。前作での専用装備「強力な杖」も健在であり、鍛え上げると並みの武器を凌駕する破壊力を発揮する。
- 特殊能力：エクスプロージョン、ドリームノック、ダイヤモンドダスト、ウィンドスラッシャー、ロブマインド、サンダーストーム、テレポート、アースクエイク

アニメ版
ゲーム版のようなひょうきんな性格は鳴りを潜め、冷静沈着で物事を見つめ、いざというときにアークたちを手助けする役柄となっている。
イーガ・ラマダギア
声 - 梁田清之 / 柴山由崇
誕生日：5月11日、年齢：36歳、身長：188cm、体重：80kg、血液型：A型、出身地：グレイシーヌ
属性：地 / 使用武器：パンチ、棒、キック
グレイシーヌ国ラマダ寺の師範代。恩人である大僧正がモンスターにすり替わり、騙されていた事実を知りアークたちと行動を共にしていた。今作では捕まったと見せかけてキメラ研究所ロマリア本部に潜入したり、退魔光弾で洗脳装置を破壊すると言ったアクティブな活躍シーンが描かれる。一方、アークがサインを求められた際は、自分に求められたのではない事を残念がったりと茶目っ気のある一面も見せる。また、王に裏切られた失意から立ち上がる切っ掛けをくれたサニアには恩を感じており、精神的余裕の少ない彼女を気に掛ける場面も見られる。
格闘タイプで戦闘能力は高く、前線で活躍が期待できる。特殊能力は「気」を操る技のほか、今作では回復魔法の「キュア」も習得する。今作では特殊な効果を発揮する技も覚えているが、退魔光弾がロックオン無しで撃てるようになった為、心眼法は消滅している。
- 特殊能力：呪縛拳、退魔光弾、旋風激蹴、流星爆、鬼神流影破、滅掌烈破、ラマダ真拳、キュア

アニメ版
当初、ククルの護衛にあたっており聖母編からの登場となる。ゲーム版よりも姿が若々しく描かれている。
チョブリン・グルタン・ゴー・ガラッハ・ドブラン・ダダ13世（チョンガラ）
声 - 緒方賢一 / 辻親八
誕生日：12月3日、年齢：46歳、身長：170cm、体重：88kg、血液型：O型、出身地：ダダ
アララトス王族の末裔で商人。遺跡ダンジョンの盗掘で生計を立てていたが、アークと出会い行動を共にするようになる。今作では戦闘に参加せず、飛行船シルバーノアの船長をしている。情報収集や行動方針の立案の他、モンスター図鑑の管理と各国の解説も担当する。前作では壷の中の召喚獣を操っていたが、その召喚獣たちは今作では人間・モンスターと同様にパーティメンバーとして参加しており、彼の専用装備はケラックに引き継がれている。グラフィックの変更がククルに次いで激しく、青いコートをまとっている。
アニメ版
シルバーノアの船長を努め、操縦を担当する。
チョピン・フレド・エリク
シルバーノアの乗員。元々はスメリア王の命令でアーク一行を各地に運んでいたが、パレンシア城崩壊の際に独断でシルバーノアを飛ばしてアーク一行を救出。以後は正式な仲間となり、操縦士としてアーク一行に協力してきた。温厚で冷静な性格。前作に引き続きアーク一行に、そして新たに仲間となったエルク一行に力を貸し、随所で活躍する。列車砲突入の際にはヒエンを操縦する。
ちょこ
声 - 吉田古奈美
誕生日：7月14日、年齢：不明、身長：142cm、体重：33kg、血液型：AB型、出身地：？？？
使用武器：キック
アララトスの遺跡ダンジョン地下50階にいる女の子。前作では召喚獣扱いの隠れキャラで、今作も隠れキャラの一人だが、前作「アークザラッド1」でちょこを仲間にしたデータをコンバートしていると、彼女の正体に関する追加イベントが発生する。前作ではませた面やあざとさが伺えたが本作では口調・性格ともに幼くなっており、服装も変わっている。
全ステータスが総じて優秀で、シリーズを通して最強の強さを誇るキャラクター。本作で仲間にしても相応に強いが、前作で仲間にしているとレベル1の時点で既にそれと同等の強さを持ち、また、前作には無かった特技を習得する事で、さらに破壊力が跳ね上がる。ある意味でバランスブレイカーになりえる存在。
その正体は魔族を統べる魔王セゼクの愛娘アクラ・エルヴァスである。セゼクが没した後、幼いアクラに対してラルゴが自分の娘「ちょこ」の記憶を刷り込み、本来の「魔族アクラ」としての記憶をトココ村の墓地に封じた結果が、現在のちょこである。
ラルゴの故郷であるトココ村で平和に暮らしていたが、ちょこ＝アクラを探し求める魔族に村が襲われた際、村人がちょこに憎悪の矛先を向けて殺そうとする。そして村人の斧が振り下ろされた際、愛狼のシルバが庇って死亡した事で感情と共に本来の魔力を爆発させ、村を滅ぼしてしまう。以後、記憶と力を自ら封印し、父を含む村人の魂をグリーンスライムに移して何百年もの間、幻のトココ村を現在に至るまで再現していた。
彼女を仲間にしてエンディングを見た前作のデータをコンバートし、専用のサブイベントを全てクリアすると魔族アクラとしての記憶を取り戻し、その力を覚醒させる特殊能力「かくせい」が使用可能になる。「かくせい」状態ではちょこの姿で使用できた特殊能力は全て使用不能になるが、かわりに本作最強の威力を持つ特殊能力「ヴァニッシュ」が使用可能となる。エルクのインビジブル同様に、あるアイテムでMP問題を解決すると、ゲームバランスを崩壊させかねないほどになる。「かくせい」した姿は魔族アクラそのものだが、漆黒だったアクラの翼と衣装は純白になり、口調と声も大人びて落ち着いたものになる。
- 特殊能力：パシャパシャ、メキメキ、ヒュルルー、メラメラ、ポコポコ、キラキラ、かくせい、ヴァニッシュ

### 召喚獣
前作ではチョンガラから召喚される形で登場したが、今作ではチョンガラがパーティに加わらないため、それぞれが独立してパーティメンバーとして参加することが可能となった。
ケラック
回復系・補助系特殊能力に秀でた召喚獣。三位一体の小妖精のような姿で、画面上では細かすぎて分からないが、各々喜・怒・哀の面を付けている。西川版ではアーク一行のマスコット的存在。
- 特殊能力：キュア、リフレッシュ、チャージ、スピードアップ、スピードダウン、ホーリーブレス、ディスペル、トリプルアタック

モフリー
白い毛皮をかぶった正体不明の生物。普段はシルバーノアの修繕を担当している。特殊能力の一つである「床作り」は、前作ではフィールド上に地形を作る事ができる能力だったが、今作では敵単体に無属性ダメージを与える攻撃系特殊能力に変更されている。
- 特殊能力：床作り、すごい床作り、グランドシールド、エキスパンドレンジ、デトラクトレンジ、チャージ、マッドストーム、アースクエイク

ヘモジー
チョンガラお気に入りの召喚獣で、マップ全体を攻撃できる「チョンガラの爆撃」、前作に引き続いて敵を「ヘモジー化」させるなど、個性的な特殊能力が使える。
- 特殊能力：ヘモジー化、コンフュージョン、チェンジエネミー、マインドバスター、マジックシールド、ダークブレス、ロブマインド、チョンガラの爆撃

フウジン
ランプの魔神を思わせる姿をしている、風の精霊の分身の一柱。前作と同様、ライジンとの合体技「風雷破」を使うことが可能。「水の神殿」で仲間にすることができる。成長は前衛タイプだが、コンバートするとゲームバランスが覆りかねないほどの強烈な魔力ボーナスがつく。
- 特殊能力：チャージ、ストライクパワー、ウィンドスラッシャー、トルネード、ナイスキャッチ、ディストラクション、風雷破、スーパーノヴァ

ライジン
フウジンと対をなす、風の精霊の分身の一柱。前作と同様、フウジンとの合体技「風雷破」を使うことが可能。「アゼンダ高地」で仲間にする事ができる。前衛タイプで、コンバートにより魔力が大強化されるのも同様だが、防御力と魔力も多少伸びるバランスタイプ寄り。
- 特殊能力：チャージ、プロテクション、サンダーストーム、サンダーブレス、ミスキャッチ、マイトマインド、風雷破、スーパーノヴァ

オドン
敵のモンスターに変身し、そのモンスターの特殊能力が使えるようになる。「変身」以外の特殊能力を覚えたり追加させたりすることはできない。「チョンガラの店」で仲間にすることができる。
- 特殊能力：変身

### ロマリア関連
ガイデル・キリア・ク・ロマーリア8世
世界の支配を企む超大国「ロマリア」の王。しかし実態は、モンスターであるロマリア四将軍に利用されている傀儡である。特に優れた才覚もなく、むしろ臆病で猜疑心が強い凡人として描かれており、ロマリアによる世界統一の欲望に取りつかれた俗物に過ぎない。常に間近に仕えるザルバドからも、「自ら滅びの道を進む愚かな生き物」と蔑まれている。
物語終盤の「ロマリア編」より登場するが、既に四将軍もザルバドを残すのみとなり、世界中に派遣したロマリアの将軍たちも壊滅状態であるため、精神的な余裕がない。ザルバドの報告を受けると彼を怒鳴りつけて、精神の安定を求めて闇黒の支配者に指示を求めるという行動を繰り返しており、闇黒の支配者からも「ガイデルは限界にきている」と見做されている。最終的に空中城に乗り込んできたアークたちに追い詰められ、闇黒の支配者らの思考誘導によりアークたちに命を狙われていると思い込み、そそのかされるまま自身が助かりたい一心で闇黒の支配者の封印を解き放ち、世界を滅ぼしてしまう。愕然とするアークたちに向かって自分が世界の王になったと大喜びするが、直後に闇黒の支配者によって「役目は終わった」として消滅させられた。
裏設定集では43歳。先王の急逝により僅か15歳でロマリア王位を継いだ。当初は若輩ながらも「太平の和」と理想に燃え、民主的な議会を開設するなど決して暗愚ではなかった。しかし、世界一の大国の王としての重責や肉体的には虚弱体質だった事もあり、徐々に猜疑心を強くしてしまう。そうした隙を闇黒の支配者に突かれてしまい、ロマリアの世界征服を夢見る暗愚へと変質させられてしまった。
ガルアーノ・ボリス・クライチェック
声 -  - / 岩崎ひろし
ロマリア四将軍の一人。
表向きは東の大国であるアルディアの政治家だが、裏の顔はアルディア一帯のマフィアを束ねるボス。更に世界中に建設されたモンスターの研究・製造を司るキメラ研究機関の統括者。有能な人材を「キメラ化」させる事で強力なモンスターを生み出すことに拘りを持ち、「人々により強く美しい与えるという神の仕事を代行している」と嘯く。アーク一味をキメラ化させることにも興味を持つが、特に炎を使う実験サンプルとしてエルクを幼少期から知っており、エルクを捕縛しキメラ化することに執着心を持つ。四将軍の中でも汚い手を使うことで知られ、エルクとともに白い家で暮らしていたミリルとジーンをキメラ化し精神的に追い詰める。
しかし実はキメラ研究機関はロマリアが世界を手にするためのプロセスの一つに過ぎず、ガルアーノもキメラの量産体制が完了した段階で用済みの「捨て駒」と見なされており、他の将軍から軽んじられていた。本人もそのことを察しており、内心ではかなり焦っていた。作中でもそのことを指摘され、激昂する一幕がある。キメラ研究所ロマリア本部では幻影モンスター（アークたちの偽物）や機械モンスターなどの最新のキメラ研究を利用した策謀を巡らす一方、自身の肉体をキメラ化していた。しかし、最新のキメラ兵器はことごとく退けられ、遂に万策尽きて自身を改造して得た巨大なキメラの姿を露わにしてエルクたちと決戦に臨んだ。撃破後は四将軍で唯一元の姿に戻る事は無く、キメラの残骸が残されたままだった。
裏設定集ではキメラ化した姿は様々なモンスターの要素を取り入れた姿だとされているが、同時に一個体生物としては著しくバランスを欠いているとされている。
漫画版
エルクの仇敵として終盤まで悪役を務める、実質的なラスボス。白い家での戦闘の際替え玉を使い生き延びるなど、そのインパクトは原作より増している。
アニメ版
右腕･クライブにあっさりと銃殺された。キメラ化した姿も大きく異なっている。
ヤグン・デル・カトル
声 -  - / 益富信孝
ロマリア四将軍の一人。
ハルシオン大陸のミルマーナ王国をモンスター対策として編成された軍部を利用して無期限の軍政を布告する事で、ロマリアの傀儡に仕立てあげていた。ロマリア製の戦略兵器である列車砲「グラウノルン」を利用し、ミルマーナ周辺国の殲滅とグレイシーヌ侵攻を担当、アンデルの殉教者計画にも協力しており、ミルマーナの領海上に軍部主導で海底油田を建設している。エルクたちにグラウノルンを奪取され、ミルマーナ軍本部もろとも砲撃され死亡したと思われていたが、実は人間の姿をしていたものは偽者で、本体は人間のそばにいた猿の方。その正体はサニアの両親を殺した巨大な獣のモンスターだった。海底油田でエルクたちに倒されるも辛うじて生き延びており、アンデルに助けを求めるが、逆に「四将軍の面汚し」と罵られた上に踏み潰され死亡。
両親を殺害し、祖国ミルマーナを穢した張本人としてサニアからは強く恨まれている。しかし、ヤグン自身はサニアを甘く見ており、勝手にのたれ死ぬだろうと放置していた。また、アークの事も勇者気取りの小僧と軽視していた。
裏設定集では闇黒の支配者がこの世界に遣わした8メートルを超える猿の化身の怪物と説明され、人の世を忍んで意思表示を「太った人形」に代弁させていたとの事。
アークザラッドRでのヤグンの説明文は太った人間は優秀な軍人だったが、肉体と精神を乗っ取られたとされており、元はロマリアの軍人だった事が窺える。
アニメ版
猿が本体という設定は採用されず、艦隊を率いた攻撃の最中に艦内に侵入したエルクと戦闘し、破れると手榴弾で自爆する。
アンデル・ヴィト・スキア
声 -  - / 宝亀克寿
ロマリア四将軍の一人。
ハルシオン大陸東部の島国スメリアの大臣。国王を暗殺した後は、自ら創設した臨時安全委員会の委員長としてスメリアの国家運営を牛耳り、実質的な支配者となった。アークたちに濡れ衣を着せた張本人であり、アークにとっては宿敵にして叔父の仇。すべての人間を操ろうと世界中に洗脳マシーンを設置する。四将軍の中でも前作からアークらとの因縁もあることから作中での出番も多く、様々な土地に現れるなど四将軍の中でも最も精力的に活動し、闇黒の支配者への忠誠心が強く見られる。北の塔で聖櫃に溜め込んだ負の力で自身を強化し、悪魔を思わせる姿に変貌。アークたちに敗れるも最後の力で聖柩を破壊した。
裏設定集では40年前に寒村に住んでいた青年アンデル・ヴィト・スキアに取りついて、そのまま現在に至るまで肉体を使用しているとのことで、本当の名前すら定かではない。まだ、本当の姿も一定の姿ではなく、見る者によって別の姿に見えるとされる。
漫画版
ガルアーノ撃破後の最終回にて真のラストボスとして描かれ、ゲーム版と違って姿が若返っているほか、より知的で理性的なクールな人物となっている。ガルアーノが敗れた後、最終決戦の際にロマリア浮遊城を起動させるが、エルクの「エクスプロージョン」によって浮遊城ごと爆発に巻き込まれ運命をともにした。
アニメ版
生死不明（ザルバドと同じく描かれていない）。
ザルバド・グルニカ・トンガスタ
声 -  - / 石波義人
ロマリア四将軍の一人で筆頭格。
空中城の建造と、ロマリアの城壁と市街地の防衛戦を指揮し、四将軍では唯一ロマリア本国に留まっている。加えて後半からの登場のため、四将軍の中でもとりわけ出番が少ない。
ロマリア空中城最深部で闇黒の支配者を守る最後の砦として立ちはだかり、空中城の上部をそのまま小型化したような姿となる。強力な魔法攻撃と、無限に現れるザルバドビットを召喚してエルクたちと戦ったが、敗北する。
裏設定では元は愚直なまでに愛国心が高い人物だった模様で、戦闘時の形態も愛国心故にキメラ研究所の最新技術を駆使してキメラ化した姿とされている。ただし、本編では自らを「魔族」と自称し、名目上の主君であるロマリア王ガイデルの態度に辟易しており、人間の愚かさを蔑む言動を取ることもある。また、裏設定集ではそうした経緯もあってか、アンデルからは密かに冷笑されていたとの事。
アニメ版
終盤戦車に乗ってトッシュやシュウと戦うが、その後の生死はアンデルと共に不明。
闇黒の支配者
声 - - / 立木文彦
古に七勇者に封印された邪悪な存在。今作のラストボスで、これまで強大な敵として立ち塞がったロマリア四将軍すら遥かに上回る強さを誇る。その正体は欲望に駆り立てられた「古の人間王」の成れの果てで、闇の精霊を取り込み、更に神を超える科学力を持って神々に戦いを挑み、結果的に3000年前に大崩壊を招いたとされる。その際にモンスターが彼の手によって生み出されたとされているため、魔王とも呼ばれる。
ロマリア空中城の最深部にある巨大な鏡の中に封印されながらも、その邪悪な意思は全ての黒幕として、ロマリア王ガイデルに甘言を囁き世界各地の四将軍には鏡を通じて連絡を取り、キメラ研究機関等を利用して世界中に様々な戦乱の種を撒き、人心を荒廃させて自身の糧とすると同時に、殉教者計画で人間を欲望のままに操る事で自らを束縛している精霊の力を弱めるべく策略を巡らせ続けていた。
聖櫃を確保した上での殉教者計画により世界規模で「人間の負の力」を高める事で、自らの復活を企てていたと思われたが、実は二段構えに計画を構えており、アークたちが空中城に突入してくることすら計算ずくの事であった。もう一つの復活の方法は「欲に溺れた人間が自身の意志により封印を解除する」という物があり、彼の読み通りにロマリアの各将軍を全て打倒し、四将軍最強のザルバドすらも打倒したアークたちに殺害されると恐怖に脅えたガイデルを唆して復活を果たす。
復活直後は満月を思わせる球体状の形態となり、用済みとなったガイデルを消滅させ、さらにはククルを取り込んで吸収してしまう。ある程度ダメージを与えると第二形態へと移行し、光に包まれた原始人を思わせる姿となる。戦闘後はさらに形態が変化しており、巨大な胎児を思わせる怪物に変貌していたが、不死の存在であるため死ぬことはなく、全ての生物を消滅させようとするが、アークの命を懸けた攻撃によって敗北。
またも3000年前と同じく永遠とも思える闇に封印される事を嘆き、「愚かな人間どもがいる限り、自分は必ずいつか復活する」と嘯きつつ封印された。その言葉通り、これ以降の続編以降では度々復活するが、『精霊の黄昏』にてその仔細な正体と決着が描かれる事になる。
アニメ版
登場するが四将軍に指令を出すのみ。

### キメラ
ジーン
声 - 長嶝高士 / 猪野学、近藤玲子（子供時代）
白い家時代のエルクの友人だった少年。エルクが白い家を脱走した後にガルアーノによって改造され、罪のない人を無差別に殺害するキメラと化してしまう。インディゴスでは「切り裂き魔ジーン」として指名手配されていた。その姿は肌は青白くぼろぼろの衣服をまとっている。右腕から剣を出すことが出来るほか、真空の魔法を操るなどかなりの強敵。最初はシャンテの手引きによりシュウのアパートでエルクとリーザを襲い、最後はガルアーノの館でエルクと一戦交える。敗北後は人としての心を取り戻し、エルクにミリルの救出を託し彼の腕の中で息絶える。ミリルに好意を持っていた様子。
漫画版
ゲーム版と違って人の姿を保った銀髪の美青年。自身の攻撃範囲内にあるものすべてを切り裂く力を持っている。ペンダント型のオルゴールを所持しており、曲名はゲームのBGMである「想い出」。白い家逃亡の折に麻酔銃を撃たれて以来、眠ることを極度に恐れるようになってしまう。最後は大量の自己投薬によって肉体が崩壊、アークの剣で胸を貫かれ、その命を終える。
アニメ版
ホルンの村にエルクと再会するが、ミリルを見捨てた奴だとエルクを責める。彼もキメラと化していたが、自ら望んでキメラとなった。リーザを白い家に連れ戻すことが役目だったが、本人はそのことは関係なく、エルクに対して復讐することを考えていた。エルクとの戦いの末に敗れた後、自分が弱虫だということや、組織に逆らえずにいつも自分に言い訳してミリルのことをエルクのせいにしたことを反省し、エルクに自分の手でミリルを殺すよう約束して息を引き取る。なお、こちらでもゲームとは容姿が異なる。
ミリル
声 - 根谷美智子 / 藤枝成子、季園知依（子供時代）
白い家時代のエルクの友人の少女。かつてエルクと共に白い家を脱出したが、エルクを逃す為に自ら囮となって連れ戻される。当初はエルクはミリルを救う事を目的としており、「白い家」にて再会を果たした際には外見こそ人間だが、既にキメラ改造は完了しており、更にエルクとの記憶も消され、「白い家」管制室の機材に接続されており、精神コントロールをされた状態で、エルクへの刺客として利用される。「白い家」では「サンプルM」と呼ばれており、「白い家」の実験体では最強の実力を誇っていた。
エルクに襲い掛かりながらも僅かに残った自我からエルクに自分を殺すよう懇願する。氷の力を持っていたらしく、エルクを氷の魔法で追い詰めていく。最後はガルアーノに精神を完全に破壊された上で、再度機材と接続し、精神コントロールされるがそれをも跳ね除けて正気に戻る。しかし埋め込まれていた爆弾をガルアーノに起動させられ、爆死する。その後、エルクの精神世界にエルクの両親やジーンと共に現れ、当初こそエルクに対する恨み言を言い放つが、最後は自分の分まで生き抜くように元気を与えた。
後にロマリア空中城でキメラ研究所の関係者がミリルの細胞から再生したクローンを持ち出して、エルクを懐柔しようと試みるが、形だけを再現しただけの人形に惑わされる事は無かったため、モンスター化した研究員共々倒される。
ゲーム・アニメ・漫画のいずれでも、彼女の死はエルクに進むべき道を示した。
漫画版
同じく金髪の少女。エルクやジーンと共に白い家で暮らしていたが、友人がキメラにされる実験を目撃し逃亡する。逃亡の折に自らの能力を開花、エルクだけを逃がして自らは長い眠りにつく。その後、覚醒することはなく、ガルムヘッドの胸部にあるカプセルの中で眠り続けた。エルクたちに無事に救出されるも、すでに肉体は改造されており、ガルアーノの操り人形として醜悪な怪物の姿と成り果ててエルクに攻撃をしかける。しかし、エルクを傷つけたくない意志の力により、自らキメラと分離、助かったかに思えたが肉体には爆弾が埋め込まれており、シルバーノアを真っ二つにするほどの爆発を起こし、彼女も死亡する。ゲーム版では水の能力を持っていたが、西川版のマンガでは瞬間移動の能力を持っていた。
アニメ版
紺色の髪をした少女で、キメラを生み出す母胎である「聖母」として変わり果てた姿へと改造されてしまい、あまりにも醜悪であった為に、目の当たりにしたエルクは、強烈な精神的ショックから嘔吐してしまっていた。ジーンの話によると改造されている時はずっとエルクの名を連呼していた。精神が幼い頃のままに留まり、エルクが帰ってくるのを長い間待ち続けていた。エルクにより培養ポッドを破壊され、最後は彼の手で首を絞められる形で逝くことになるが、人間としての心を取り戻したミリルは、涙を流しながらエルクに礼を言い残し、生涯を終えた。

### 各地の登場人物

#### アルディア
アルフレッド
声 - 松本保典（ドラマCD） / 高木渉
シャンテの実弟。本作最初に戦う敵として登場する。シャンテからは「アル」と呼ばれている。キメラ研究所の「白い家」でモンスターに改造された後、ガルアーノの命令で、アルディア空港を占拠する。エルクに任務遂行を阻止され、黒幕であるマフィアのことをエルクに話そうとした際にガルアーノの部下に口封じされ、抹殺される。ドット絵及び戦闘モーションはニンジャの物を流用している。ラストダンジョン後半でシャンテを操作して試練に挑むとアルフレッドの幻影が現れ対決することとなる。
漫画版（藤凪版）
モンスターに改造されておらず、単にガルアーノに人質に捕らわれただけで最終的には助け出されている。代わりに「カオス」という名前のキャラクターが最初の敵となっており、ジーンやミリルと同様、エルクと白い家で共に育った関係となっている。
漫画版（西川版）
最初の敵として登場。逆立った髪の青年として描かれた。ジーナという少女を人質に取り、飛行船を用意するように要求するも駆けつけたエルクに圧倒され人質を手放して撤退。切り札としてジャンアントバットをけしかけ逆転するが、駆けつけたリーザとパンディットの救援によりこれも失敗に終わり、本気を出したエルクのファイアストームによって倒された。その後は「とてつもなく大きな組織」に殺されることを告げ、金でエルクを雇って自分を逃がすように依頼しようとし、組織について話そうとした直後、潜んでいたスナイパーによって腹部を撃ち抜かれ死亡した。
アニメ版
パンクストリートを連想させるガラの悪そうな男性として描かれる。クライブがリーザを移送する際の護衛として連れて来ていたが、ロマリアからの逃走を図るために、キメラ化する薬を服用して完全体ではないもののキメラとなる。その後は乗船していた民間飛行船をハイジャックし、クーガーを殺害するなどしたが、エルクの炎であっさり倒される。しかし、直後に民間船を追尾していたロマリア戦艦の砲撃に巻き込まれ、細切れに吹き飛ばされて死亡。
ビビガ
声 - 島香裕（ドラマCD） / 佐々木梅治
エルクのアパートの大家。普段はヒエンの整備・改造やギルドとハンターの仲介を行っている。機械いじりは趣味で、冒頭の空港突入にはヒエンとは別の小型プロペラ機を使用している。また、郊外のヒエン置き場には暗証番号ロック付きの電流フェンスを巡らせているが、たびたび自爆する羽目になっている。
『III』には登場しないので大災害後の生死は不明だったが『機神復活』にて再登場し、生存が判明した。
アニメ版
容姿が大きく異なり、西川漫画版に出てきたハンターズギルドの老人に酷似した人物であり、エルクやクーガーをヒエンで送り届けたり、ギルドの窓口にいることからギルドハンターズに所属していると思われる。また、エルクがガルアーノから送られてきた謝礼金をネコババしたり、クーガー分の報酬をピンハネしていることを伺われており、金には結構汚い性格。
ラド
ハンター御用達の闇医者。口の悪い大酒飲みだが医師としての腕は確か。金の無い人間も診ているため、インディゴスの住民に信頼されている。人間だった頃のリーランドが強盗の果てに銃撃され、瀕死の傷を負った際には手の施しようがなかったため、見捨てた過去を持つ。そのため、キメラ研究所で改造されたリーランドに逆恨みされて襲撃するがエルクに助けられ、アルディア空港で被弾したリーザを治療した。彼が効果を発見した「ラドの実」というアイテムが存在したりと、闇医者ながら功績を上げている事がうかがえる。次回作『III』では同一人物かは不明だが、ラドの名を持つ在野の研究者が「ラドの試薬」というアイテムを開発している。
リゼッティー
インディゴス市警の警部。頑固だが行動力は高く、「市民を危険に晒してはいけない」をモットーにアルディアの治安を守っている。警察よりも市の治安維持に貢献しているハンターを嫌っており、特にエルクの事は昔から目の敵にしているが、ガルアーノの屋敷へ殴り込みをかけるエルクらの身を案じる一面もある。偽ガルアーノが敗れると同時に屋敷に突入し、残るマフィアを一網打尽にするがエルク一行に喜びのムードは無く、察するように去っていった。
クーガー
声 -  - /大黒和広
プロディアスのギルドにいる金髪のハンター。高飛車な性格で、エルクを「いかさま野郎」「ハンターの面汚し」などと見下している。彼と瓜二つな男が世界中のギルドにいる。
アニメ版
容姿は異なるが登場しており、物語の冒頭でエルクと組んでハイジャックされた旅客機の開放任務に赴くが、功をあせった結果、旅客機の操縦士たちと共にキメラ化したアルフレッドに殺されてしまう。
グランズ
プロディアスのギルドにいるスキンヘッドのハンター。クーガーとは対照的にエルクを「兄キ」と慕っている。エルク以外のキャラクターで話しかけると、手配モンスターが良い武器やアイテムを持っていることを教えてくれる。クーガー同様に彼と瓜二つな男が世界中のギルドにいる。
ピエール・ベロニカ
一連のギルドイベントの元凶として登場する自称「偉大なネクロマンサー」。賢者を気取っているが性格は短慮で術も未熟。「研究」と称してインディゴスの下水道で呪文の詠唱をして住民を不安に陥れたり、自身の人形のコレクションに興味を持った子供を廃屋に連れ込んだ上、浮遊霊を人形に憑依させようとして逆に襲われてしまったり、僧侶となって廃墟の無法者たちに危険思想を吹き込んだ結果犯罪を助長してしまったりなど、はた迷惑かつ間の抜けた行動を繰り返すが、数々の騒動の末に改心した後は、人との関わりを避けつつ魔術の研究に専念することを決意し、性格も非常に丸くなる。あるギルドイベントを実行すると、「テュケの洞窟」でドラゴンのエルヴィックを介抱している、大きく人間的成長を遂げた彼と会うことができる。
用心棒ジェフリー
サルバ砂漠に出現する用心棒。魔術の扱いに長け、彼を雇った盗賊からは「先生」と呼ばれている。リーザのような少女に興味があるらしく、エルクから「ロリコン」と言われていた。エルクらに倒されるが、あるギルドイベントを実行すると「用心棒ジェフリーZ」として、人攫い集団の用心棒として幽霊の姿で再登場する。
リーランド
プロディアスのギルドで指名手配されている「手配モンスター」の一体。元々は人間であり、強盗をやった際に警官に撃たれ、闇医者のラドからも手の施しようがないとして見捨てられた過去を持つ。
しかし、瀕死のところをキメラ研究所に拾われ、「ソードマン」のモンスターとして復活。復讐と称してラドを廃墟の町で殺害しようとするが、エルクに阻止される。
キメラ化されたことに関しての悲壮感はなく、むしろ「命を助けてもらった上に、こんなにも強い身体にして貰った」とキメラ研究所に感謝までしている。
後に廃墟の町で手配モンスターとしてエンカウントした際に討伐することが可能。
グルナグ
ガルアーノ配下のモンスター。「モンスターの力をこの身に宿した新しき人類の一人」と称している。
エルクとリーザをキメラ研究所に勧誘し、拒否されると襲いかかってくる。
ガルムヘッド
ロマリアの巨大人型機械兵器。キメラ研究所アルディア支部「白い家」に配備されており、研究所の実験室直前の吹き抜けエリアに配置されている。
片言で会話も可能だが、これは機体中央部に搭乗しているレッサーデーモンが話しているだけで機械そのものにAIが搭載されている訳ではない。
裏設定集ではロマリア軍の人型機械兵器SA-100とは正反対の大量殺戮兵器として開発された巨大ロボットで、全長は15mもある。ただし、白い家の吹き抜けエリアでは十分なスペースを確保できていない状態で、スペックを発揮できない状態だったとされる。
ホープ
プロディアスのアパートでエルクの隣の部屋に住んでいる少女。画家のアルヴィンに保護されて同居しているが、本人は記憶を失っており、ホープという名もアルヴィンが名付けたもの。
キメラ研究所壊滅後にギルドに「モンスターを殺してください」という依頼を出し、訪れたエルクに自分を殺してほしいと懇願する。実はキメラ研究所アルディア支部「白い家」から脱走した被検体の一人であり、霊魂系のモンスターが体内に同居している状態で、徐々にモンスター側に意識と体を乗っ取られつつあった。このままでは保護者のアルヴィンを手にかけてしまう事を恐れて、上記の依頼をギルドに出していた。
事情を知ったエルクは話し合いの末、依頼目的を変更させ、研究所から脱走したヴィルマーと接触して治療方法を尋ね、特効薬を作ってもらう事になる。
彼女とアルヴィンの結末はメインシナリオの進行度によって変わる。彼女の場合、最悪の結末以外ではヴィルマーから受け取った特効薬により霊魂モンスターは消滅し、体の自由を取り戻す。メインシナリオのフォーレス編、ブラキア編を攻略する前に薬を届けた場合は、アルヴィンはモンスターによって重傷を負わされるが命に別状はなく、モンスター消滅後は二人で穏やかに暮らしている。
どちらかを攻略した後に薬を持ち込んだ場合はホープをモンスターから解放することに成功するが、致命傷をアルヴィンは息絶えてしまう。後日、ホープはプロディアスを離れる事を決心し、いつかホープがアルヴィンが描きたいと話していた笑顔を取り戻した時に、エルクしか知らないエルヴィンの墓へ案内すると約束する。エルクは「馬鹿な事は考えるなよ」と後追いしないように制止するが、「もう私一人だけの命ではありませんから」と語り、プロディアスを去っていく。
両方とも攻略するほど放置し、時間をかけ過ぎた場合、モンスターに完全に乗っ取られてしまったらしく、同居人のアルヴィンを殺害し、警察官にモンスターとして射殺されてしまった事をビビガから聞かされることになる。
アルヴィン
プロディアスのアパートでエルクの隣の部屋に住んでいる画家の男性。ホープとは強く想い合っており、徐々にモンスターに乗っ取られつつある彼女を決して見捨てない優しい人物。
依頼「モンスターを殺してください」で成功を納めると重傷を負いながらも生き残るが、それ以外の結果では死亡してしまう。生き残った場合はラドに治療された模様。

#### ヤゴス島
ヴィルマー
声 -  - / 堀部隆一
ユドの村で孫のリアと暮らしている科学者。当初は島に墜落してきたエルクたちに冷たい態度をとるが、封印の遺跡でエルクたちにリアを助けられて考えを改める。元々はロマリアのキメラ研究機関に所属した研究員の一人。当初はキメラ研究所の全容を把握していなかった模様でキメラ研究が人間とモンスターの合成にまで発展。彼自身の立場が上がるにつれてキメラ研究所の本当の姿を目の当たりにして恐怖を抱き、孫のリアの事もあり研究所から脱走してヤゴス島に逃亡した過去を持つ。キメラ研究機関統括のガルアーノには補足されていたため、キメラ研究所からの追っ手に襲撃されるが、エルクたちに撃退してもらって以後は、自身の技術でエルクたちを助ける形でロマリアと戦うことを決意。ヒエンやヂークベックの修復や複数のギルド仕事などでバックアップを行ってくれる。
アニメ版
ゲーム版よりも姿が少し若くなっており、医者に近い立場のためヒエンの修復を一切行っていない。
リア
声 -  - / 白鳥由里
ヴィルマーの孫娘。封印の遺跡でモンスターに襲われそうになった所を発掘前のヂークベックに助けられる。村人たちから非常に好かれている。EXP分配器のチューリップの絵は彼女が描いたものである。
漫画版
ヴィルマーとの血縁関係は無く、「白い家」にてキメラの実験体の一人になっていたという過去を持っている。モンスターに改造される前に、白い家からの脱走を決意したヴィルマーに連れ出され、孫娘として育てられている。
封印の守護者
ヤゴス島にある封印の遺跡最深部にあるパワーユニットを守護しているデスウィザード系のモンスター。二体同時に出現し、「ヂークベック」の封印を解こうとするエルクたちに目的を問いただそうとしてくるが、リーザが「パワーユニット」の単語を出すとエルクたちを「機神の秘密を知る者」と認識して襲い掛かってくる。
戦闘直前の発言からグロルガルデ配下のモンスターであることが分かる。

#### スメリア
モンジ（紋次）
声 - 長嶝高士
トッシュの育ての親でダウンタウンの大親分。トッシュが親父と慕い、最も尊敬していた人物で彼の刀「紅蓮」もモンジから譲り受けたもの。前作でアンデルのパレンシア改造計画に反対したため、トッシュの弟分たちと一緒に処刑されたが、アンデルの部下であるネクロマンサーの手により、内心に秘めていたトッシュと戦いたい欲求を煽られ復活。復活後はトッシュとの戦いとしか興味はなく、邪魔するならばアンデルでも切り捨てると公言している程。
ダウンタウンでアンデルが推し進めるパレンシア改造計画に反対し、ロマリア軍に反抗する住民への凶行を重ねていた。元々はダウンタウンの住民からはかなり慕われていた人物であったため、モンジの凶行を信じない者や困惑している住民も確認できる。
パレンシアタワーでトッシュに敗れるとタワーを吹き飛ばそうとするが、同時に精神のみが正気を取り戻し、トッシュに「紋次斬り」を伝授し自らを斬らせた。最後はトッシュの腕の中で彼のことを「自慢の息子」と誇りながら息を引き取る。
ペペ
ダウンタウンで「何でも屋」を名乗る小男。依頼を請ける条件として高い酒を奢らせるなどちゃっかりした所があり彼を嫌う者もいるが、報酬を払えばどんな仕事でも確実に遂行すると評判。事実、シュウとシャンテの依頼を受けて、軍専用となっているスメリア空港のロマリア戦艦に忍び込む段取りを見事に成功させている。
リシェーナ
トウヴィルの村に住む少女。ドジでいつも転んでおり、パレンシアタワーの地下牢からの脱出の道中でも、勢い良く転んだことが原因でモンスターを起こしてしまう。転ぶと派手な音が響くが本人は何ともない。村の娘によると以前は屋根からも落ちたらしい。他に「ミラルダ」「マーリン」「ジーナ」「リリー」という同じ外見の少女がいるが、その彼女らにもドジ呼ばわりされている。
フリート
前作で死亡したスメリア王の息子で、スメリア国王として即位が決まっている人物。まだ8才であるため、アンデルが摂政として実権を持つ。アークの従兄弟に当たる。作中には直接登場はしない。

#### フォーレス
ヨーゼフ
リーザの祖父。フォーレス山奥のホルンの村にてリーザと二人で静かな生活を送っていたが、ホルンの魔女伝説に目を付けたロマリアのキメラ研究機関の軍人たちにより孫娘と引き裂かれ、他の村人たちと共にキメラ研究所へ連行される。異能の力を持つホルンの民として味わった苦悩から、異質な存在を排撃する人間の性に絶望しており、リーザにも外の人間と接触することによる不幸を説いてきたが、外の世界で得た仲間たちに助けられ、勇気を持って囚われた自分たちを救う行動を起こしたリーザの姿に考えを改め、ゴーゲンにリーザを託して孫娘の旅立ちを見守る。最後はギーア寺院でリーザを教皇から庇い死亡する。
リッツ
ラムールに住む少年。ホルンの村の入口で山賊に襲われている所をリーザに救出され、その後リーザの手助けをするようになる。他のラムール市民同様操られ、教皇の命じるままにリーザを襲おうとするが、自らの意志力により洗脳を脱する。リーザを「お姉ちゃん」と慕っており、リーザも彼には甘い一面が見受けられる。
ラムール警察署長
ラムール市の警察署長。ホルンの入口に置かれている巨大な岩をどけるために助力を求めていたリーザをホルンから来た不審者として連行する。
正体はロマリアのメイジ系モンスターで、リーザを警察署の牢獄に閉じ込め、自身とは違う能力を持つ者を同族と認めない人間を「無能で臆病な生き物」と嘲笑う。リーザをアルディアから来るキメラ研究所の関係者に引き渡すつもりだったが、その前にリッツがリーザを助けに来たため、リーザは難を逃れる。
キメラ研究所ホルン支部で、会話が発生するメイジ系モンスターが登場するが、署長なのかは不明。
ホルン支部長
フォーレス国内の山脈部に設置されたロマリアのキメラ研究所「ホルン支部」の長。カッパードラゴンのモンスターで、研究所を破壊しに来たリーザを牽制するために、ホルン支部ではモンスターの強化に異能者の力を利用する研究を話し、周辺のモンスターにリーザの家族がいるかもしれないと嘲笑う。
しかし、リッツによって奥のエリアにいたホルンの住民が助け出されていたため、そのまま戦闘に突入し、敗れて死亡した。
リッツに嘘が明かされた際には「楽しみが半減した」と発言している。また、セリフは全てカタカナで統一されている。
教皇
ギーア寺院の指導者。ラムールの街でホルンの魔女伝説を利用して街の人々から支持を集め、寄付金で寺院を建設していた。ロマリアの手の者で、寺院完成後はロマリアの殉教者計画を忠実に実行。フォーレスの国中の人間を操ったが、ラムールでは成功した洗脳がホルンの民には効かなかったためラムールの人々にホルンを襲撃させ、壊滅させた。ラムールの人々を操っていることを咎められても、「この国の人間を幸せにしている」と嘯く。ラムールの市民を鐘を模した洗脳装置の力で自害を強要するなどの悪行に憤ったイーガに装置を破壊され、激怒してガーゴイル系モンスター「グレートデーモン」に変身、周囲のシスターたちも「メイジスモック」と化し、襲い掛かる。
マザークレア
ホルンの村出身の魔法使いの老婆。大勢の町人や村人によってホルンから追い出されたという伝説が残っており、現在は洞窟の奥に佇む館でひっそりと暮らしている。ホルンの村を襲撃された失意のリーザに希望を与える。仲間モンスターのクラスチェンジや買い取り、キャラクターの特殊能力追加をしてくれるが、彼女に会う為には試練として仲間モンスターのみで洞窟を攻略しなくてはならない。ロマリア空中城突入後もシルバーノア内でプレイヤーの手助けをしてくれる。
セグル
母と共にベリンガル笑劇場を経営する青年。芸人を探しに旅に出ていたが、帰って来ないことからギルドに捜索依頼が出された。実は怪我をして人里離れた民家の世話になっており、つい厚意に甘えて滞在していた。丁度帰ろうとしたところをリーザに発見される。旅の間に自分が芸人になることを決心しており、帰宅後は劇場の立て直しを図る。しかし今度は悪徳な高利貸しに劇場を潰されそうになるが、リーザらに阻止された。リーザを恩人として敬うものの、ホルンへの誤解は最後まで抱いたままであり、彼女が「ホルンの魔女」である事にも気付かなかった。

#### グレイシーヌ
リュウゲン
グレイシーヌ国王。気弱な人物でミルマーナとの戦争を回避しようと和平の使者を送ったが、殺されて送り返されてしまうとミルマーナに対する抵抗を断念し、降伏の道を選ぼうとする。イーガたちがサニアの助言を経て、国境沿いまで進軍していたミルマーナ軍を攻撃すると血相を変えイーガを非難するが、最終的に「ロマリアに次ぐ大国であるグレイシーヌこそが立ち上がれば周囲の国々も後に続いてくれる」とイーガに説得されグレイシーヌはミルマーナとその裏を支配するロマリアへの抗戦を決定する。
しかし、それでも不安は拭い切れていないようで「負けたらどうなる」とイーガに洩らし、「負ければ世界が滅びるだけです」と返されて項垂れる。

#### ブラキア
レイガル
かつてブラキアを植民地支配していたニーデルから送り込まれていた現地の指導者。独立戦争の際死亡したと思われていたが、ロマリアに拾われ魔人系モンスターとして復活。再びブラキアを支配すべくロマリアから派遣される。実の娘であるエレナのことはグルガを苦しめるために利用していただけで、全く愛情は持っておらず、バンザ山でエレナがグルガを助けようとした時には容赦なく蹴り落としている。しかしグルガはエレナを助けて生還し、彼から「落ちるところまで落ちた」「卑劣だったレイガルでさえもない、ただ己の欲で固まった化け物」と侮蔑を買った末に倒される。
エレナ
グルガの義理の娘で戦争孤児。ブラキアの独立戦争に巻き込まれ目が見えなくなっており、グルガが実の父ではないことに気付いていない。グルガが武闘大会で優勝した賞金で視力を取り戻す。実の父親はレイガルであり、グルガは父親の命を奪った負い目もあって彼女を育てていた。グルガは治療費の残りの賞金で彼女が一人で生きていけると考えて旅立ったものの、残されたエレナは復活したレイガルの手に落ち、ブラキアにて再会。グルガが本当の父ではないと知って一時は肉親であるレイガルに付いて行ってしまい、グルガが溶岩に落ちかけた際にもすぐには助けようとしなかったが、シャンテの呼び掛けによって自分を本当に愛する人が誰が気付き、本当の肉親であるレイガルよりもグルガを再び父として呼ぶようになった。
『III』ではグルガと親子として仲睦まじく暮らしているが、自身も成長してボーイフレンドを作るようになっており、グルガの悩みの一因となる。
アニメ版では彼女と同じ盲目の少女であるアイリス（声 - 冬馬由美）が18話に登場する。
ジンバ
グルガの戦友でブラキアの元国王。国王の座をレイガルに奪われ、ルワガの村に逃げ込んでいた。レイガルによってブラキアが再びロマリアの植民地と化す瀬戸際の所で、グルガに助けを求める。
ふとっちょの美食家
グーズの宿屋にいる巨漢。美食家を自称しており、何かと「美味しいものが食べたい」とギルドに依頼を持ちかける。語尾に「ザマス」を付けるなど女言葉で話す。息子が二人いる。父の食い意地には彼らも困らされているらしく、最後の依頼ではモンスターの卵を食べさせられモンスターに変身してしまう。

#### ミルマーナ
ロアン
前作では軍本部にいた謎の人物。その正体は、かつてミルマーナ軍に見習いとして仕えていた兵士。ミルマーナの平和を取り戻す為に、掃除機を片手に軍の基地などでスパイを行っているが、王女のサニアには顔を覚えられていた。ミルマーナ攻略の際に一行に情報を提供する。
『III』では大災害によって既に死亡しているが、息子のヨナンが父の意志を継ぐべく勉学に励んでおり、失意にあったサニアを再起させる切っ掛けとなる。
ギオネス
ミルマーナ国軍所属の軍人で、ヤグン将軍配下。ミルマーナ軍が誇る戦略兵器・列車砲「グラウノルン」の指揮を執る現地司令官。
しかし、「グラウノルン」攻略戦ではアークの囮作戦に引っ掛かり、対空砲の兵士まで逐次投入という形でアーク迎撃へ回してしまった結果、ヒエンによる上空からの列車砲内部への侵入を許してしまう。最終的には軍用列車「鉄の城壁」最深部である「グラウノルン」制御室で「闇の道化師」に変身してエルクたちと戦うが、敗北し戦死する。彼の死後、サニアの手により「グラウノルン」はミルマーナ駐屯のロマリア軍本部を砲撃して吹き飛ばしてしまい、軍本部は壊滅状態となる。
ヤグンの命令には忠実だが、「どいつもこいつも役立たず」と罵られているため、ヤグンからの評価は低い。
ザレフ
ヤグン配下で、ペイサスの図書館から大経典を盗み出すべく行動していた。作中ではヤグンとの会話シーン以外では名前は出ないが、大経典を取り戻す際には彼らしきヤグン配下のモンスターと戦う。

#### アミーグ
グロルガルデ
アミーグにある神の塔で眠っていた機神であり、かつて七勇者を殺すために作られた戦闘ロボット。ヂークベックとはかつて激戦を繰り広げた宿敵的存在。ロマリアが復活させた。黒くスマートなデザインのボディーは、武骨な姿のヂークベックとは正逆のものとなっている。本作でアークたちに倒されるが、遠い未来で再び復活し、新たな事件の引き金となる。
ゴメスとアントニオ
モレアに住む、自称・陽気で親切な兄弟。緑色の民族衣装を着た男がゴメスで、青のコートに身を包んだ男がアントニオ。お互いを「ブラザー」と呼んでいる。アークたちのことを大泥棒の一味と勘違いする。「お宝がある」と神の塔に目をつけたことがきっかけで終始アークたちの足を引っ張るが、グロルガルデ戦では持ち前の物欲が功を奏し、洗脳マシンを破壊するといった活躍を見せる。
長老
モレアの大きな館に住むマイペースな長老。神の塔を訪れるには彼の許可が必要となるが、条件として長話を聞かせる上に高額の入場料を請求する。ゴメスとアントニオも彼の高慢な性格に辟易している。
酒場のゴロつき
決闘相手を探しにモレアの酒場に出入りしては周囲を困らせるならず者。同じく銃の扱いに長けるシュウと早撃ち勝負を繰り広げる。勝てば酒場を物色しなくなるが、決闘は相変わらず続けたがっているらしく、何度でも勝負を挑むことができる。

#### バルバラード
ナム
前作でアリバーシャに住んでいたサリュ族の族長でラタの兄。アリバーシャ国軍の爆撃で壊滅した部族の生き残りを纏め上げて、バルバラードで脱出。しかし、部族を滅ぼしたアリバーシャに対する復讐に燃えており、バルバラード王家に報復の支援を求めて服属。周囲の反対を押し切り、母親を忠誠の証として人質に出してしまい、水の神殿を守っていた結界を使用し、ピラミッド周辺を暴風で封印していた。
しかし、結果として人質に差し出した母親を殺されてしまっており、しかもバルバラードにロマリアから派遣されていた将軍はかつてアリバーシャ国軍を統括し、サリュ族を滅ぼしたカサドール将軍であり、部族虐殺の張本人に力を貸していた事実に愕然としてしまう。
強い責任感の持ち主だが冷静さに欠け、復讐の怒りで自他を見失いがちになる。しかしその情の深さを皆から慕われており、カサドールを倒した後は部族を出て、アリバーシャとの友好に尽くしたいと希望したが、部族全員に引き留められ族長を続ける事になる。
ラタ
ナムの弟。逃れたバルバラードで平和に暮らす事を望んでいた為、アリバーシャへの復讐を燃えているナムと衝突する。バルバラード王との約束を反故にするためにエルクたちに人質に差し出された母の救出を依頼する。ナムとは異なり性格は至って冷静。
カサドール
元はアリバーシャ国軍を統括していた将軍で、独裁者だった人物。現在はアリバーシャと戦争中の敵国バルバラードを支配しているロマリア軍の指揮を取る将軍。前作でアリバーシャの水の神殿で倒されたはずだが、実はアークたちが倒したのは影武者のフレッシュゴーレムだった。本作ではバルバラード軍の指揮官として、殉教者計画のためピラミッドを作り上げ、アリバーシャとバルバラードの間に戦争を起こさせようとしていた。
ピラミッド内部で建造していたロマリア軍の巨大空中戦艦で再びサリュ族のキャンプを爆撃するなど、性格はかなり卑怯かつ冷酷。そして、幼稚な露悪趣味の持ち主。エルク曰く「自分の悪行を自慢げに語って主人公に倒される三流悪役そのまま」。本人の発言から元々人間ではなく魔族であり、この世界で人が欲望のままに贅沢をし、争えば魔族は更に強い力を得ることが出来るため、アリバーシャとバルバラードに戦争を嗾けていた。権力欲も強い模様で、アークたちの首を取った暁にはロマリアでの将軍の地位を得る事を目論んでいた。しかし爆撃はアークの機転でサリュ族が避難させられていたことで失敗に終わり、ピラミッドの奥で「暗黒騎士カサドール」というブラックナイトの本性を表すも敗北、死亡した。
ミア
人形のような少女。「ミリア」という母親を探しており、ギルドに依頼を出す。しかしミリアはまだ少女のうちにこの世を去ったという事実が明らかになり、それを告げられると錯乱してモンスターを呼び出してしまう。その正体はミリアが生前大事にしていた人形に意思が宿ったもの。

#### ロマリア
ダニー
クズ鉄の町に住んでいる少年で、レジスタンスに憧れている。ロマリアのパトロール部隊にレジスタンス容疑（冤罪）で集団暴行を受けている所をシュウに助けられ、シュウをレジスタンスと勘違いし、執拗に追いかける。その後、シュウがレジスタンスを纏めていたトッシュと接触した際にレジスタンス入団を果たす。しかし、ロマリアトンネル偵察の際にロマリア軍につけられてしまい、結果としてレジスタンスを壊滅させてしまう。その後のロマリア攻略戦に臨もうとするシュウたちと再会し、壊滅したレジスタンスを自らリーダーとなって再興するなど逞しく成長し、迂闊でお調子者だった性格はなりを潜めてすっかり大人びた。アークたちと共同戦線を張り、凶悪なモンスターたちの巣窟となっているロマリア市街へ仲間たちと共に突入する大役を果たした。
モーリス
クズ鉄の町のレジスタンスの一員であるスキンヘッドの男性で、知的かつ物知りで仲間からの信頼も厚い。普段はクズ鉄の街の宿屋の一室で本ばかりを読んでおり、宿屋の女将からもろくでなし扱いされるなど、レジスタンスの関係者であることを徹底的に隠している。レジスタンスとの接触を求めていたシュウも徹底的にはぐらかしていたが、酒場に居るトッシュに会う様に助言し、シュウがレジスタンスに関わるきっかけを作った。
また、シュウからガルアーノ生存の話を聞いて、短い時間でガルアーノがロマリア城壁内のキメラ研究所本部にいる事を突き止めているなど、優れた情報網を持つ。
防備の厚いロマリア城壁の突破するため、巨大軍用列車強奪によるロマリアトンネル突破を示す等、シュウとトッシュに有力な情報を提供するが、ロマリアトンネルからの偵察から戻ったダニーを付けていたロマリアの機械兵器によってアジトにいたレジスタンスのメンバー諸共殺害される。

#### その他
キャッチー・マママン
クレニア闘技場・ニーデル闘技場で実況を担当する名物司会者。武道大会の実況も務め、作中ではグルガが戦った決勝、準決勝を熱く語っている。
後作でもパルトスの闘技場で実況を務めており、幾度かの依頼に関わる他、「ピッチー・パパパン」なる偽物も登場する。
アマクニ
ゲーム本編及びアニメには直接登場していない、武器の説明のみにその名を残しているキャラクター。トッシュの愛刀「紅蓮」のほか、本編に登場する刀系の武器のほとんどは彼の作品である。
ラルゴ
トココの村で暮らすちょこの父。彼の作るハンバーグがちょこの好物。しかし実は500年以上前に死亡しており、現在の彼は他のトココの村の住人と同様、魂をグリーンスライムに移し替えたもの。かつては傭兵の剣士であったが、戦争から帰った時にはモンスターに妻子が殺されており、復讐の為に力を求めた事で憎しみを力に変える魔剣を得る。以来、何百というモンスターを虐殺していたが、同時に人の心も失い、殺戮の快楽に支配されていった。しかし遺跡ダンジョンで出会ったアクラに娘の姿を思い出し、人の心を取り戻す。この時、死の間際に娘から記憶を転写していた記憶石を用い、娘の記憶をアクラに転写して娘と同じ「ちょこ」の名を与えて故郷に連れ帰ると共に、本来のアクラの記憶を封じた記憶石はトココ村の墓地に封印した。しかしちょこの覚醒に巻き込まれ、他の村人共々死亡し、グリーンスライムに魂を移し替えられて長き時を仮初めの姿で生きてきた。ちょこの封印が解けかけている事を悟り、エルクたちにちょこを託す。最後は真実を知ったちょこの夢に現れ、「お前は私の大切な娘だよ」と告げて消えていった（『1』でちょこを仲間にしたデータをコンバートしていた場合、記憶を取り戻したければアクラを追うようにも伝える）。
アクラ・エルヴァス
トココの村の墓地にある墓石から現れた魔族の娘。魔王セゼクの愛娘であり、ちょこの本来の姿。セゼクの死後、その亡骸に寄り添って泣いていた所をラルゴによって彼の娘の記憶を転写された。以来、本来のアクラの記憶はトココの村の墓地にある巨大な墓石に記憶石ごと封印されていた。
墓石から現れたアクラはラルゴが記憶石に移し替えたアクラ本来の記憶が実体を持って動き出したものであり、セゼクに言わせれば「記憶の集合」に過ぎない。本来記憶そのものが意思や実体を持つ事はないが、アクラの記憶にはそれすら可能にするほどの強い思念が宿っていたのだろうと、ゴーゲンは推測している。
墓石から解放された後は一族の悲願を果たす為、セゼクを復活させるべく行動を開始する。同時にちょこを吸収して本来の自分に戻ろうとしている。トココの村の真の姿を曝け出してちょこの過去を呼び覚まし、遺跡ダンジョン地下71階にてセゼクを復活させる（『1』でちょこを仲間にしたデータをコンバートしていなかった場合はトココの村跡地で出番は終了となる）。愛する父に「ただの記憶」呼ばわりされた事で絶望し、再びセゼクを殺害。ちょこに復讐を果たして自分も後を追おうとするが、敗北して記憶石に戻る。その後、ちょこが記憶石を使った事でちょこと一体化。ちょこはアクラとしての記憶と闇の心を取り戻したものの、冒険を経て心身共に強く成長していた事でそれらに呑まれる事もなく、元の人格を保ったまま自らの意思で覚醒が可能になった。
セゼク
アクラ（ちょこ）の父であり、数百年前は魔界で力を持つ魔王だった存在。戦争で荒廃した魔界を追われ、一族と共にこの世界にやってきた。しかしこの世界でも争いは絶えず、美しい世界を守る為に人間を支配しようとしていたが、現在では遺跡ダンジョン地下50階の玉座に白骨死体として鎮座するのみである（ラルゴが正気を取り戻した時の状況や、セゼクがラルゴを「あの男」と呼んで知っていた事から、ラルゴに倒された可能性があるが作中で明言はされない）。遺跡ダンジョンは元々は彼の城であり、玉座のある地下50階の下には宝物庫が、その更に地下深くには彼が作った偽りの楽園が存在する。
アクラによって復活させられるも、記憶のアクラではなくちょこの方をアクラと呼び、記憶のアクラの方を「成長する事も、新しい物を生み出す事も出来ないただの記憶」と呼んだ事で、絶望した記憶のアクラに殺される。
娘にリボンを送っていたらしく、『精霊の黄昏』ではちょこ専用装備として「魔王のリボン」というアクセサリーが登場する。

#### アニメ版オリジナルキャラクター
セレンディア
声 - 大坂史子
年齢：不詳（外見程度は20 - 25歳） / 属性：不明
クライブの側近である女性。戦場で傷ついた者達を分け隔てなく救助する「名も無き十字軍」の指導者的存在であるが、組織の実態はガルアーノの傘下にある犯罪組織で、負傷した人間たちにキメラの卵を植え付けキメラ化させることが本当の目的であった。
普段は温厚な淑女の雰囲気であるが、本質は冷酷そのものであり、自らが心酔しているクライブの命令に従って暗躍を重ねているが、当のクライブにとっては利用するだけの存在に過ぎなかった。
最後は開かれた聖柩から溢れ出した闇の力に取り付かれ、クライブに助けを求めるも、あっけなく見捨てられる形でそのまま飲み込まれた。
クライブ
声 - 飛田展男
年齢：不詳（外見程度は20 - 25歳） / 属性：闇
ガルアーノの右腕を務める謎の多い青年。物語において重要度の高い存在として扱われ、アニメ版における実質上のラスボスとなる。
冷静沈着で知的に見えるが、実は野心家で、白い家でのキメラ計画が終わり、あっさりとガルアーノを銃殺。その後はアンデルの側近として、四将軍とは異なる形で独自の暗躍を重ねていく。その一方で、キメラに襲われようとした子供たちを助けるなど、不可解な行動をとることも多い。
物語当初からククルと同様に特殊な力を持ったリーザを付けねらい、戦いの混乱の中で彼女を誘拐。聖母として目をつけていたが彼女自身の力が聖母の核を拒絶したことにより、彼女を洗脳して、奪った聖柩を開けさせることで、静寂な闇で支配された世界に変えようとする。
余命が幾許もない身で、過去に勇者の力を求めて精霊の樹に懇願したことがあるが、他者を慈しむ心を持たない者に力は与えられないと拒否された結果、全ての精霊や世界そのものを憎むようになってしまい、その憎しみを暗黒の支配者に見込まれ選ばれた。言わば暗黒の支配者と敵対する精霊に選ばれたアークとは対極の存在。
しかし、精霊の巫女であるククルによってリーザの洗脳を解かれてしまった為、ククルに致命傷を負わせ、闇の力によって彼女とアークの二人を葬り去る。しかし、一度はアークたちに返され戻って来たエルクとリーザ、そして闇より戻って来たアークとククルによって暗黒の支配者が倒される。最後はリーザから許しの言葉を得るものの、自身は既にもう手遅れであることを告げ、聖棺に吸い込まれて逝った。

## 用語
聖柩（せいひつ）
かつて闇黒の支配者を封印した神の遺産。「アーク」とも読める。それ自体は特別な力の無い容器だが、その中には正にしろ邪にしろ無限に力を蓄え、封じられる。スメリアの伝説では「再び人類が滅亡の危機に瀕した時、勇者によりその封印を解かれただひとつの救いとなるだろう」と語られる。トウヴィルに埋もれていた神殿に、封印の要として置かれていたが、前作の最後でアンデルに奪われていた。北極にある殉教者の塔でアンデルが聖櫃に負の力を溜め込んで、自身に使うことで力を強化するのに使われる。その後、敗れたアンデルに破壊されてしまう。
七勇者
古の時代に聖柩をスメリアの地に運び、「人間王」と呼ばれた闇黒の支配者に立ち向かって世界を救った七人の勇者たち。現在でも英雄として語り継がれており、闇黒の支配者も七勇者の子孫には強い警戒感と憎悪を持つ。空中城のイベントでゴーゲンを選んだ際にその姿を見る事ができる。
グレイシーヌの図書館にある資料には「グラナダ」「ソル」「バルダ」「ワイト」「ゲニマイ」「ハト」「ゴーゲン」の七名が記載されているが、アイテムの説明には七勇者として「ノル」「ウルトゥス」の名前もあり、正確なメンバーは判然としない。中でもノルは『III』に登場しており、本作の時点でも前述のイベントにてほぼ同じ容姿の少女が登場している。
5大精霊
最上位に位置する精霊であり、火、水、風、地、光の五要素を司る。前作の旅でアーク一行によって心を開かれ、人間の可能性を信じて彼らに力を貸している。
『精霊の黄昏』で判明するが実は闇の精霊も存在し、古の時代に人間王と契約を交わして力を与え、闇黒の支配者へと変えた。
シルバーノア
スメリア王家の王室専用飛行船で、ロマリアから友好の証として送られた。白く輝く姿は世界で最も美しい飛行船とされていた。全面にはスメリアの国土を象った紋章が描かれている。前作ではアーク一行がスメリア国王からの命を受けて使用していたが、スメリア城崩壊の際に乗組員のチョピンが無断で使用してアーク一行を救出し、以後は彼らが運用していた。今作ではチョンガラが艦長となっている。普段はクラーフ島という島を基地としている。
ピュルカの民が虐殺された際には炎の精霊を輸送するべく運用されており、その光景が目に焼きついた幼き日のエルクはシルバーノアと敵軍を同一視し、シルバーノアを駆るアーク一行を故郷の仇として敵視するという誤解が生じてしまった。ストーリー前半では適宜メンバーをそれぞれの目的地に送り届けていたが、ガルアーノ打倒後は合流したエルク・アーク一行によって改めて運用される。
今作では白い家襲撃の際に爆弾を投下しており、船体ごと地下まで強引に掘り進むという荒技までやってのけている。しかし相当な無茶だったらしく、しばらくは長距離飛行が不能なほどに修理を要した。
最終決戦ではロマリア空中城に特攻を仕掛け、飛行船としての役目を終えながらもアークたちを空中城に送り届けた。以降はラストダンジョンにおける拠点となる。
また、アンデルが使用するシルバーノアによく似ているが、より大型と思しき飛行船「ガイスト」も登場し、白い家から離脱する際や北の塔に移動する際に搭乗している。こちらはロマリアの紋章が描かれており、全体的に灰色となっている。
ヒエン
元々はシュウが保有していた小型の飛行船で、今はエルクが所有している。普段はエルクのアパートの家主であるビビガがヒエン置き場で管理している。ヤゴス島に墜落した際にはヴィルマーによって修復されたが、同時に「ヴィルマースペシャル」と称して装甲なども強化されていた。物語前半で東アルディア、西アルディア、ヤゴス島を行き来するのに使用。白い家崩壊時にはロマリア側に鹵獲されるものの、シュウとシャンテが乗り込んだ軍用艦に偶然にも積まれており、再びシュウの手に戻る。エルク・アーク一行の合流後はシルバーノアに搭載され、ミルマーナの列車砲「グラウノルン」攻略戦の際に使用される。
グラウノルン攻略後は登場しないが、続編の『III』『機神復活』では修理されて再登場する。また、『III』や『精霊の黄昏』ではモデルとなったモンスターのヒエン（飛炎）が登場している。
西川版の漫画では、「特攻形態」と呼ばれる変形機構が存在し、機体全面に鋭く巨大な衝角が展開されるとともにエンジンのリミッターが解除され、超高速での突撃が可能となるが、改造途中のため負荷が激しい。女神像を破壊したシルバーノアを追撃した際はこの特攻形態による突撃で撃墜寸前まで追い詰めたが、機体が耐え切れずに原作通りヤゴス島に墜落した。その後、ビビガによって強化され「特攻形態・改」となり衝角周辺に増加装甲が追加され、出力も安定化した。これによって白い家の防空網および防壁を突破、内部に直接突入している。
ハンター
金ずくでどんな危険な仕事も引き受けたり、賞金首となったモンスターを狩る事を生業とする者達。法に触れない限り金さえ払えば何でもする「裏の世」を生きる職業だが、請け負う仕事は危険依頼に限らず護衛や人探し、荷物運びなど多岐に渡る「何でも屋」でもある。依頼人は各町にあるハンターズギルドに報酬を渡して依頼を出し、ギルドを訪れたハンターがそれを請け負って仕事に掛かるという仕組み。仕事が終わるとギルドに報告を行い、成功していれば報酬は支払われるが、失敗した場合は報酬は無く、部分的な成功（小成功）の場合もそれに応じて報酬が減額される。仕事をこなしたり手配モンスターを狩るとGP（ギルドポイント）が加算され、一定以上となったハンターには「ゴッドハンター」の称号が与えられる。
パーティメンバーで正式なハンターはエルクとシュウのみだが、作中では仲間もハンターと見做されているのかリーザなど他のキャラクターが依頼を請けるシーンがある。また、ゲームの都合上、賞金首であるアーク一味がギルドに出入りしたり依頼に取り掛かることもある。
モンスター
人々を襲う魔物の総称。起源は古の時代に人間王によって生み出された生物兵器で、そのほとんどが邪悪な意思を持つ。野生モンスター以外にも、キメラ研究機関が人間を改造した「キメラ」、異世界である魔界の住人「魔族」、古の時代に作られた戦闘ロボット「機神兵」などもモンスターとして扱われる。作中で敵として戦う相手は全てモンスターであり、当初人間の姿をしていても、戦闘時にはモンスターに変貌する。一方、「ニンジャ」や「ソードマン」などの人型タイプのモンスターが生身の人間扱いで登場する場合もある。
リーザによるとモンスターの中にも僅かながら優しい心が存在するが、生き抜く上でそれは邪魔になってしまうという。リーザの「ラヴィッシュ」は愛の力でモンスターの悪意を消し去り、仲間に加えるというものである。
ピュルカ族
アルディアの先住民。炎の精霊を崇め、その力を使っていた一族。主人公エルクの出身部族であり、彼が幼い頃にロマリア軍の襲撃を受けて部族は皆殺しにされ、作戦に参加していた飛行船シルバーノアに炎の精霊は奪われてしまった。エルクはその際に複数の兵士を炎の力で薙ぎ払ったため、ロマリア軍指揮官の指示で「白い家」に連行され、唯一の生存者となった。後の炎の精霊の発言からエルクは本編時には最後の生き残りであることが示唆されている。
西川版の漫画では、ロマリアによる襲撃の様子が描かれ、エルクの父・ブラムを中心とした炎の戦士たちによる決死の防戦の様子とその最期が描かれ、また子供だったエルクはその潜在能力の一端を開放し、ロマリア軍の戦車部隊一個小隊を殲滅、戦艦一隻を轟沈に追い込み、その能力を買われて白い家に拉致された。
ホルンの民
フォーレス国の山奥にあるホルン村に住む一族でリーザの出身部族。ホルンの女性には人以外の生き物と心を通わせる力を持つため、フォーレスの国内では「魔女の村」として恐怖の対象にもなっている。また、過去にこの力のことが街の人々に露見した際に魔女狩りの対象にされた過去がある。ホルンの魔女伝説に目をつけたロマリア軍に襲撃され、一時は村人全員が山脈に新設したキメラ研究所ホルン支部の実験材料として収容されてしまったが、リーザとゴーゲンの手により解放される。しかし、ギーア寺院の殉教者計画の際にはホルンの民には洗脳が全く効かなかったため、ギーア寺院の教皇に洗脳されたラムールの人々に村を破壊されてしまった。事件後は村の再建を始め、洗脳が解けたラムールの人々の一部も復興に手を貸すようになる。しかしラムールではそもそも一連の事件を認識すらしていなかったり、未だホルンへの誤解が解けていない人もいたりと、完全には打ち解ける結末とはならなかった。
ホルンに伝わる秘宝として「ノルの水晶」がある。
サリュ族
前作にも登場したアリバーシャ国の水の神殿を守護してきた先住民族。アリバーシャが豊かな大地の頃から住んでおり、かつてはアリバーシャ国を統治していた民族だったが、現在では少数の先住民族扱いで統治権を失っていた。前作でカサドール将軍率いるアリバーシャ国軍により爆撃され、部族は壊滅的な打撃を被り、そのままアリバーシャを見捨て、海を渡った際のハルシオン大陸バルバラード国の砂漠の中にキャンプをして生活している。現在の族長ナムはアリバーシャに対する復讐に燃えており、対照的に弟のラタはバルバラードの地で穏やかに生活することを望んでいる。
ロマリア四将軍
ロマリア王ガイデルを傀儡にして実権を握っている四人の将軍たち。古の時代の「人間の王」であり、モンスターの始祖でもある闇黒の支配者を真の主と仰ぎ、人間の世界を終焉させ、魔族の世界を築くべく活動している。構成員はアルディアの政治家で「キメラ研究所」を統括するガルアーノ、ミルマーナに派遣されており列車砲「グラウノルン」を管理・運用するヤグン、スメリアに派遣され国家安全委員会の長として国を支配し「殉教者計画」の総指揮を取るアンデル、ロマリア本国に留まって政治と軍部を統括するザルバドの四名が該当する。
全員が闇黒の支配者を復活させることを目指して活動しているが、キメラの配備が終了するとガルアーノが「用済みの捨て駒」と見做されたり、敗れたヤグンがアンデルに殺害される、「殉教者計画」の主導権争いがガルアーノとアンデルで発生するなど仲間意識は乏しい。
キメラ研究機関
ロマリア四将軍のガルアーノが統括しているロマリア軍のモンスター研究と製造を行う「キメラ研究所」を運用する特別な機関。モンスターの人工的な量産化は成功し、キメラ研究機関が生み出したモンスターは戦争の兵器や取引材料として利用され、世界中に紛争を引き起こし、ロマリアはモンスターの力により世界の半分を裏から支配するようになった。その後、研究はエスカレートしていき、人間とモンスターを合成し、より強力な「キメラ」を作る方向に研究は移行していく。
世界中の国々にキメラ研究所の支部が存在し、作品中だけでも生まれながらに特殊な能力を持った子供たちを集めて人とモンスターの合成研究を行っている西アルディアの「白い家」、フォーレスのホルン村山岳部に建設されたモンスターの強化に異能者の力を利用する研究を行う「ホルン支部」、ロマリア本国の首都外周防衛施設「ロマリア城壁」内部に建設されている最大規模を誇る「ロマリア本部」が登場する。既にモンスターとキメラの量産化も本格的な実行に移されており、スメリア・ミルマーナでは兵士としての配置を完了し、殉教者の塔を護衛するための「選りすぐり」の量産が行われている。
ロマリアの軍事力強化に多大な貢献を残しているが、キメラ研究機関自体はロマリアが世界支配を進めるためのプロセス（過程）の一つに過ぎず、殉教者計画の要である世界各地の殉教者の塔の警護と侵略のために造られた機関だった。モンスターとキメラ兵士の量産化・配備が完了した段階で既にロマリアからは既に役目を終えた「用なし」と見做されており、ガルアーノ自身もロマリア本部で対峙した際には「研究所などもうどうでもいいのだよ」と明言している。作中ではロマリアの計画は殉教者計画に移行していた。
ガルアーノの戦死とロマリア本部・世界中の研究所をアーク一味に破壊されたため壊滅状態となったが、とあるギルドの仕事でキメラ研究所の残党勢力が登場し、海龍の卵を利用して強力なキメラを生み出し、ロマリア王に献上することで組織再興を企んでいる。
マフィア
アルディアの闇社会で強大な影響力を持つ組織。アルディア南部インディゴスの町はマフィア勢力によりアルディア一物騒な町と呼ばれる。アルディアの政治家でありロマリア四将軍の一人でもあるガルアーノ配下の組織であり、キメラ研究所から脱走したヴィルマーを連れ戻しに来るなど、彼が統括するキメラ研究機関の下部組織のような働きをしている模様。キメラ研究所のモンスターで構成されている。
作中序盤でアルディアのマフィアはエルクたちに敗れて壊滅状態となったが、アルディアの白い家やロマリアのキメラ研究所本部、グルガをキメラ研究の素体として付け狙うなど、ガルアーノの手先として暗躍している。
殉教者計画（じゅんきょうしゃけいかく）
ロマリアが進めている計画で、全世界に殉教者の塔と呼ばれる建造物を建設し、その建造物に洗脳装置を取り付けて人間を思いのままに操る計画。ロマリア四将軍のアンデルが指揮している。
殉教者の塔と呼ばれる建物に取り付けられているため、その国で最も高い建物であることが多い。作中ではアルディアの女神像、スメリアのパレンシアタワー（洗脳装置を取付けていない囮）、フォーレスのギーア寺院、ブラキアのバンザ山、ミルマーナの海底油田、アミーグの神の塔、バルバラードのピラミッド、北極・南極の塔が確認される。相応の高さを確保できるならば新たに塔を建設する必要はないらしく、バンザ山や神の塔など洗脳装置のみを取り付ける形で利用している場合もあり、アンデルとヤグンの会話からグレイシーヌではラマダ山に洗脳装置を取り付ける予定だった模様。また、海底油田では逆に海底に洗脳装置が建造されていた。
実は真の殉教者の塔である北極・南極の塔が本命であり、世界中にあった塔の大半は前座に過ぎない程度の物であったことが判明する。
グラウノルン
ミルマーナ国軍が配備している「破壊の女神」の意味を持つ大型の列車砲で、かなりの威力を誇る。製造元はロマリア。ミルマーナ国軍の巨大軍用列車「鉄の城壁」に接続されており、電力も「鉄の城壁」から変換されている。ミルマーナ軍駐屯地のニエンの森に設置されている。ロマリア四将軍のヤグンが運用し、現場はギオネス司令官が指揮している。
分厚い装甲に魔法による防護まで施されているため、防御力は高い。戦略兵器としての威力も相当なもので、ミルマーナ周辺の国々を跡形もなく破壊するほどの威力を持ち、ミルマーナのマップには「グラウノルン」の砲撃によるものと思われる大型クレーターが多数確認できる。ミルマーナと戦争中の大国グレイシーヌも「グラウノルン」を危惧して、ミルマーナに降伏しようとまで考えていた。
ロイヤルガード
ロマリア軍の最強部隊。ロマリア王とその眷属を守護する騎士たちで、普段はロマリア城の謁見の間などを警備している。ロマリア四将軍筆頭ザルバドの指揮下にあり、ロマリア城目前の広場でザルバドの命によりキメラ化して襲い掛かってくるが、倒される。
裏設定集ではロマリア四将軍の正体を知っていたが、ロマリアへの愛国心故の行動であると解釈しており、自らキメラ研究所のキメラ化手術を受けたエリート中のエリートであるとされている。
ロマリア空中城
ロマリアの街並みと同じ西洋風の外観を持つロマリア城の内部に隠されていた本体が、殉教者計画により集められた負の力により浮遊を可能にした建造物で、真っ黒な三角錐の構造体を上下にくっつけたような構造をしている。建造はロマリア四将軍最後の一人であるザルバドが指揮していた。本作のラストダンジョンで、シルバーノアで外壁を突き破って侵入する形になるため、一度乗り込むと二度と外の世界には戻れなくなる。最深部にはザルバドと闇黒の支配者が待ち構える。最後は闇黒の支配者が封印されたことで地上へと墜ちた（『III』では首都を巻き込む大爆発を起こしたことになっている）。本作以降も『III』『精霊の黄昏』にて二度三度と浮上し、最終決戦の舞台となる。

## ワールドマップ
前作ではハルシオン大陸を中心に、アデネシア大陸・ロマリア大陸の一部の国のみが舞台となったが、本作のワールドマップはハルシオン大陸より更に東のアルディア大陸等も舞台となり、全世界に広がった。全体的に現実の世界地図に近い形になっており、各国の気候や衣食住文化なども、現実の国々のそれがモデルになっているものが多い。
物語ラストの「大災害」が原因で次作『III』以降の作品では地形や国家体制が大きく変わってしまった。一方、『R』はある理由で本作終盤から別の歴史へと分枝したパラレルワールドであり、また違う設定の世界となっている。
東アルディア
物語の最初の舞台となる国。東の大陸アルディアの大部分を領有する大国で、大陸北側は北極地域、南側はアミーグと隣接している。首都プロディアスは、多数の超高層ビル群が立ち並ぶなど巨大都市で、作中でもかなり先進的な国家である。ハンター制度が誕生した国で、金さえあれば何でも解決する拝金主義的な気風があるとされる。ロマリア四将軍の一人であるガルアーノが政治家として派遣されており、同国の政治を実質的に取り仕切るなどロマリアの影響力が強い。最近、ロマリアからアルディアへ友好の印として贈呈された「プロディアスの女神像」が怪しく光る。
国の南側にはインディゴスの街があるが、マフィアの影響力が強いため、アルディア一物騒な街と呼ばれる。近隣には何らかの理由で放棄された廃墟の都市がある。
世界有数の大国の一つであるが、ガルアーノの影響でロマリアからの支援に依存している傾向があり、市民の中にもアルディアとロマリアの上層部が腐りきっていると吐露する者がいるなど、事実上ロマリアの属国のような扱いと見受けられる。ガルアーノの死後、今こそロマリアから独立するチャンスと話している者もいるが、自立を目指すアルディア国民は少数派とされている。
『R』ではロマリアの庇護と支援の元で資本が発展した非常に豊かな国だったとされる。
西アルディア
名前通りアルディア大陸の西側地区で、未開の地。東アルディアとは分断国家という意味ではなく、西側のアルディア領の意味であり、国旗も東アルディアと同じである。サルバ砂漠と迷いの森があり、大量のモンスターが生息する危険地帯。ただし、盗賊団が現れることもあるため、全く人が住んでいないわけではない模様。この地区のどこかにロマリアのキメラ研究所アルディア支部「白い家」が存在するという。迷いの森は「白い家」のキメラ研究の産物と思われる「廃棄物」と呼ばれるスケルトンと植物のモンスターが大量に出没する。
唯一空港が存在しない。
ヤゴス島
アミーグの南に位置する長閑な島。特定の国家領域には属していない。人の居住地はユドの村。ロマリアのキメラ研究所から逃亡したヴィルマー博士の研究所とヂークベックが眠る封印の遺跡がある。
スメリア
前作に引き続き登場するハルシオン大陸東部に位置する島国で、首都はパレンシア。前作でのバイオ研究所の自爆装置によりパレンシア城が爆破され、スメリア国王が暗殺されてからはロマリア四将軍の一人であるアンデルが設立した「国家安全委員会」に国政を牛耳られており、ロマリアの傀儡国家と化している。首都パレンシアはアンデルが発案した軍部の許可のない国民の首都出入りを禁止する「パレンシア改造計画」の影響で物資不足が起こっており、政府もダウンタウンの街を潰そうとしているため、国民は不安に陥っている。国外に出ようにもスメリア空港が軍専用の空港（事実上ロマリア軍の専有）になっており、一般国民は出国すらできない状況に置かれている。そのため、シルバーノアでスメリアを訪れる際には、地殻隆起により周辺地域と隔絶されているトウヴィルの岸壁に停泊させ、パレンシアへ向かうにはククルにワープさせてもらう必要がある。
パレンシアを臨む海上にアンデルが建設した地上100階・大規模な地下施設を有する超高層建造物「パレンシアタワー」が聳え立ち、パレンシア城が倒壊した現在ではスメリアの政治中枢を担う建造物となっている。また、前国王暗殺時に炎上し放棄されたままのパレンシア城跡には火の精霊と炎の精霊がいる。
物語のラストに起こった「大災害」でククルの神殿を除く国土が海に没し、最終的に沈んでしまうことになった。『精霊の黄昏』では火霊石の力で国土が再び隆起し、工業国家の「イピスティア」が存在している。
『R』ではスメリア全域は水没しておらず滅亡は避けられたが、首都パレンシアは壊滅し、第二の都市「ナミハナ」に遷都する事で存続した。また、『R』ではより日本を連想される要素や建造物が増えている。
クレニア島
ハルシオン、アデネシア、ロマリアの三大陸に囲まれた地点に存在する島で、唯一の都市クレニアでは3年に一度開催される闘技大会が島自慢の闘技場で行われている。観光地でもある喉かな島で住民は穏やかに暮らしている。
ロマリアのキメラ研究所関係者が所有している「無人の館」が存在する。また、ちょこに深く関わる「時の森」には「トココ村」が隠されている。
フォーレス
リーザの故郷でハルシオン大陸中腹部に位置する山奥の長閑な国。ラムールの町ではホルンの魔女伝説と建設が進められるギーア寺院が話題になっている。ラムールから北西に離れた山脈の麓にホルン村があり、更に山脈にはロマリアによって新設されたばかりの「キメラ研究所ホルン支部」が存在する。研究所建設の際にホルンの村人はキメラ実験体のサンプルとして研究所に連れ去られてしまう。
ホルンの魔女伝説はラムールの人々では恐怖と嫌悪を持って伝えられており、過去には魔女狩りも行われている。現在でもフォーレスでは魔女は実在すると信じられており、「ギーア寺院」は魔女伝説の脅威を煽って寄付を集め、寺院の建設を進めている。
アララトス
ハルシオン大陸西部に位置する砂漠の国で、前作から引き続き登場する。三千年前の世界崩壊の際に人々が再び集い、初めて街が復興された場所であるため、「人類発祥の地」とも呼ばれる。闇市で賑わうガザルアの街がある。アゼンダ高地には光の精霊がいる。前作と同様に遺跡ダンジョンが存在する。また、チョンガラの店があり前作からコンバートしたアイテムが置かれている。
グレイシーヌ
ハルシオン大陸東部一帯を支配する大国で、前作から引き続き登場する。首都はペイサス。武僧集団の「ラマダ寺」を持つ。国王はリュウゲン。国力ではロマリアに次ぐ世界第二位の大国であり、強兵で有名なラマダ僧兵を有する。ロマリアの勢力圏に属さない国々では最大の力を持つため、ロマリア四将軍であるアンデルとヤグンからは危険視されている。近年はロマリアの衛星国に成り果てている南方のミルマーナ国軍がモンスター兵士や戦略列車砲グラウノルンの軍事力を利用して、グレイシーヌの国境を脅かし始めている。ラマダ山には地の精霊がいる。
王立図書館があり、多くの歴史を知ることが出来る。長い歴史を有する大国ではあるが、国力は衰退気味であるとされ、「ラマダ寺」が大僧正を始めとするロマリアのモンスターに乗っ取られていた時期もあったため、戦争する気力もないとぼやく国民もいる程である。事実リュウゲン国王はミルマーナの列車砲グラウノルンを恐れるあまりに、ヤグン将軍へ和平の使者を派遣していたが、使者が殺されてしまうと即座にミルマーナに降伏しようとしていた。
次作『III』では大災害の余波で首都ペイサスは全市が炎上する大火災に巻き込まれたが、被害は他の国よりも少なかったとされ、首都ペイサスは比較的大災害以前の規模や街並みを維持しており、市民生活も平穏を保っている。また、ラマダ寺も登場しているが、国名はグレイシーヌからジハータへと変わっている。1000年後の『精霊の黄昏』でもペイサスとラマダ寺は健在である。
『R』では国名は再びグレイシーヌとして登場しているが、国内が真っ二つに割れている。
ニーデル
ロマリア大陸南東に位置する闘技場がある小さな国で、前作から引き続き登場する。首都ミスロにある闘技場ではかつて闘技大会が行われていたが、前作のロクトールの一件以来、世間からの信用を失ってしまったようで闘技大会は以後クレニアで開催されるようになってしまった。そのためか、街並みの賑わいは消沈気味となってしまっている。風の精霊がいる国で、かつては大航海時代を制してブラキアを植民地にしていた大国であったが、現在はロマリア大陸の大部分がロマリアに帰属する為、領土は極僅かとなっている。国家の衰退と共に経済も衰退しているようで、前作では富豪が集う豊かな国とされていたが、現在ではミスロ市内も碌な仕事がないため、他国へ出稼ぎにいっている国民も存在する。
ブラキア
アデネシア大陸北西部にあるニーデルの植民地だった国で、グルガが主導した独立戦争の果てにニーデルが領有権を放棄したため、五年前に独立した。首都はグーズ。他にもグルガの故郷であるルワガ村がある。しかし、ニーデルから送り込まれていた支配者レイガルがロマリアの支援を受けてブラキアを再占領したことから、今度はロマリアの植民地と化している。独立闘争で活躍したグルガは今でもブラキア国民の間では広く英雄視されている。活火山で鉱山も擁している「バンザ山」がある。
また、ブラキア在住の医師によると衛生環境があまり良くない模様。
グルガの親友であるシンバが国王を務める王政国家だが、『R』では政治体制は首長制となっている模様。
アリバーシャ
アデネシア大陸北東部にある砂漠の国で、前作から引き続き登場する。首都はエルザーク。かつては緑豊かな国だったが、千年前にロマリアからやってきた人物（現アリバーシャ国王の先祖）が動力石の採掘を始めた結果、自然のバランスが崩れ、現在のような姿になったと言われている。そのため砂漠だらけの枯れた国でありながら水の神殿があり、水の精霊がいる国でもある。前作の一件でアリバーシャ国軍を統括していた独裁者のカサドール将軍がいなくなったことで国内はある程度安定しているが、現在は海を挟んだハルシオン大陸南西部のバルバラードと戦争状態にある。前作でアリバーシャ軍に爆撃されたサリュ族の村はモンスターが徘徊する危険地帯となっている。
現在でもロマリア軍が駐屯し、動力石の採掘を続けているようで、首都エルザークでは大量のロマリア兵が闊歩している事もある。
ミルマーナ
ハルシオン大陸南東部に位置する国でグレイシーヌとは国境を接している。前作から引き続き登場する。首都はアジャールで近隣には軍本部が設置されており、前作同様にヤグン将軍率いる軍部がミルマーナ全域に軍政を敷いている。トヨーケの森に恵みの精霊が存在するが、軍部によって閉鎖された影響で森が枯れ始めている。元々は緑豊かな静かな国だったが、国王と王妃がモンスターに殺害され、ヤグン支配下で急速に軍国主義化している。
元々はモンスターと戦うために臨時編成された軍だったが、現在では対外戦争に利用されており、ロマリア製の戦略兵器・列車砲「グラウノルン」を保有。その圧倒的な威力で近隣諸国を跡形もなく滅ぼしながら北上し、大国グレイシーヌへの侵攻を画策している。また、近海には殉教者計画の一環である「海底油田」が建設されている。国民はヤグン政権下で日常生活が便利になったと考えている反面で、軍部による急速な開発事業によりミルマーナの自然が破壊されていることに心を痛めている。
次作『III』では「大災害」で国土の全てが海に呑まれ、完全に滅んでしまった。しかし『III』終盤にサニアが祖国再興を決意し、1000年後の『精霊の黄昏』ではスメリア（イピスティア）同様に国土が隆起した事で「水の国ミルマーナ」として存続しており、現女王フォウもサニアの子孫であると思われる要素が多数存在する。
『R』では完全に水没しておらずハルシオン大陸から離れた群島国家となっており、かつてのロマリア製巨大軍用列車を居住地にするなど復興に再利用している。
アミーグ
アルディア大陸の南部に位置する小国で、モレアがこの国唯一の都市である。観光が重要な産業となっており、金にうるさい。「神の塔」と呼ばれる古の時代からの建造物が存在し、モレア市では観光名所扱いしているが、塔内にはかつての機神に類する機械モンスターが跋扈している。『機神復活』ではモレアは登場しないが、神の塔が再生して再び聳え立っている。
バルバラード
ハルシオン大陸南西部に位置する砂漠の国で、アリバーシャ軍の爆撃を受けて生き残ったサリュ族が移り住んだ国。首都はムハド。バルバラード王の存在が語られていることから王政国家である模様。海を挟んだアデネシア大陸北東部のアリバーシャと戦争している。現在のバルバラード軍は元アリバーシャの将軍であるカサドールが統治しており、アリバーシャとの戦争も彼が嗾けたもので、後ろ盾にはロマリアが存在する。ロマリア製の巨大空中戦艦も建造しており、実戦配備されている。殉教者計画の一環である「ピラミッド」が存在する。
ロマリア
世界一の科学技術水準と軍事力を有する西の果ての超大国。世界西側のロマリア大陸のほぼ全土を領土にしている。ロマリア王を国家元首とする君主制国家。極端な秘密主義で外国人の入国を禁じており、国全体が鉄壁の防御力を誇る巨大な「ロマリア城壁」で守られている。並の飛行船での強行突破ではロマリアに辿り着くことなく、撃ち落とされるほどの防備を誇る。入国するには唯一の交通路であるロマリア鉄道が運航する巨大軍用列車で「ロマリアトンネル」を通過する必要があり、非合法の進入でも同トンネルを突破するしかない。さらにロマリア首都市街地の各所に防御システム用の防壁が主要道路を封鎖する為、侵入者に対しての防備も万全に整えられている。他国にはロマリアの実情はあまり知られておらず、グレイシーヌ国立図書館でも「世界一の科学技術水準を持つ、謎の大国」程度にしか触れられない。
世界中で運用されている飛行船や潜水艦などは全てロマリアが製造、もしくはロマリアの技術を流用したもので、その技術力は他国を圧倒している。しかし、裏では世界中でキメラ研究機関や殉教者計画を推し進め、世界の完全支配を狙っている。現国王はガイデルだが、実権は全てロマリア四将軍が握っている。
極端な軍事偏重主義により貧富の差は激しく、下層民はロマリアの城壁都市周辺には「クズ鉄の街」と呼ばれる巨大なスラム街が形成されており、ロマリアからのゴミや廃材を糧に生活をしている。クズ鉄の街は厳密にはロマリアの「外側」という扱いを受けており、他国人でも自由に出入りは可能で、国外にも知られている。ハンターズギルドもロマリア国内には入国できないためか、このスラム街に置かれている。街の各所ではレジスタンスが暗躍してロマリアに抵抗を試みているが、ロマリア側もクズ鉄の街周辺にパトロール部隊を派遣しており、住民に監視の目を光らせている。
ロマリア城を守護する「ロイヤルガード」と呼ばれる部隊も保有しており、ロマリア王の警護を司っている。
本編開始時の段階ではキメラ研究所の力を使い、世界の半分を裏から支配するに至っている。作中でもアルディア、スメリア、ミルマーナ、バルバラード、フォーレス、ブラキアはロマリアの植民地や殉教者計画の影響下に置かれている。また、作中の発言からアリバーシャとアララトスにはロマリアの駐屯部隊が存在している模様。
しかし、物語のラストでロマリア王が「大災害」を引き起こす。最終的には大災害で首都も例外無く壊滅、ロマリア王と四将軍も全滅していたため、国家体制は崩壊し、事実上滅亡した。本作では空中城は黒煙が広がる大地に墜落して倒れただけだが、『III』では大災害直でも無傷だったロマリア本国に空中城が墜落して大爆発を起こした事になっている。首都外周部のロマリア城壁すら吹き飛ぶほどの爆発により、市街地とクズ鉄の街も全市炎上状態に陥って壊滅した。『III』では大災害を引き起こした元凶として、「ロマリア」の名前自体が忌み名として封印され、旧ロマリア領はラグナークと名を改められた。
『III』以降とは時間軸が異なる『R』でも爆発が起きた事になっている模様で、世界地図ではロマリア大陸中心部に首都爆発で生じたと思われる巨大な爪痕が確認できる。

## 攻略本
| タイトル                                                           | 発行日         | 出版社     | ISBN               |
| ------------------------------------------------------------------ | -------------- | ---------- | ------------------ |
| アークザラッドII キャラクターズ＆ワールド                          | 1996年10月2日  | NTT出版    | ISBN 4-87188-821-5 |
| Vジャンプブックス アークザラッドII                                 | 1996年11月8日  | 集英社     | ISBN 4-08-108042-9 |
| アークザラッドII 完全攻略ガイドブック                              | 1996年11月15日 | NTT出版    | ISBN 4-87188-834-7 |
| アークザラッドII パーフェクトデータブック                          | 1997年2月      | 徳間書店   | ISBN 4-19-820017-3 |
| Vジャンプブックス アークザラッドモンスターゲームウィズカジノゲーム | 1997年7月31日  | 集英社     | ISBN 4-08-108058-5 |
| アークザラッド/アークザラッドII ザ・コンプリート                   | 1997年11月1日  | NTT出版    | ISBN 4-87188-885-1 |
| アークザラッド大百科Vol.1 ヒーロー・アイテム編                     | 1998年4月      | エニックス | ISBN 4-87025-668-1 |
| アークザラッド大百科Vol.2 モンスター編                             | 1998年4月      | エニックス | ISBN 4-87025-295-3 |

## サウンドトラック
| タイトル                                            | 発売日         | 販売                 | 製品番号                         |
| --------------------------------------------------- | -------------- | -------------------- | -------------------------------- |
| アークザラッドII オリジナル・ゲームサウンドトラック | 1996年12月12日 | アンティノスレコード | ARCJ-57、ASIN B000064PIR         |
| アークザラッド サウンドトラック コンプリート        | 1999年11月3日  | ソニーレコード       | VRCT-4002, 4003、ASIN B00005I8E2 |
| アークザラッド サウンドトラック コンプリート        | 2001年2月7日   | ヴィレッジレコード   | VRCH-4002, 4003、ASIN B00005HV3N |

## テレビアニメ
『アークザラッド』のタイトルで、1999年4月5日から同年10月11日にかけてWOWOW（ノンスクランブル放送）にて放送。1話から13話（白い家編）までは原作をベースとしているが、14話以降（聖柩編）は完全にアニメオリジナルストーリーである。
本作にはサニアやちょこなど一部のキャラクターは登場しない代わりにアニメオリジナルキャラクターが多く存在する。

### スタッフ
- 監督 - 川崎逸朗
- シリーズ構成 - 面出明美、川崎逸朗
- ストーリー監修 - 赤川良二
- キャラクターデザイン - 菊地洋子
- メカニックデザイン - 寺岡賢司
- 美術監督 - 小山俊久
- 撮影監督 - 森下成一
- 色彩設定 - 片山由美子
- 特殊効果 - 村上正博
- 編集 - 森田清次（英語版）
- 音響監督・アフレコ演出 - 松川陸
- 音楽 - 大島ミチル
- プロデューサー - 勝股英夫
- ラインプロデュース - 出口秀男
- アニメーション制作 - ビィートレイン
- 製作 - ソニー・コンピュータエンタテインメント、SPE・ビジュアルワークス

### 主題歌

#### オープニングテーマ
「Arc The Lad -Main Theme-」〈インストゥルメンタル〉
作曲 - 安藤まさひろ
オープニングは本編のメインテーマのアレンジだが、特にこれといった曲名のクレジット表記がされていない。次回作『アークザラッドIII』のオープニングムービーにも使用されている。

#### エンディングテーマ
「Happy Tomorrow」（第1 - 12話、26話）
作詞 - YUKI、Kate / 作曲 - Ma-Chang、YUKI / 編曲 - 佐久間正英 / 歌 - NiNa
「Rest In Peace」（第13 - 26話）
作詞 - YUKI / 作曲 - Ma-Chang、YUKI / 編曲 - 佐久間正英 / 歌 - NiNa

### 各話リスト
| 話 | 放送日        | サブタイトル   | 脚本                    | 絵コンテ          | 演出     | 作画監督                   |
| -- | ------------- | -------------- | ----------------------- | ----------------- | -------- | -------------------------- |
| 1  | 1999年 4月5日 | 炎の少年       | 面出明美                | 川崎逸朗          | 多田俊介 | 菊地洋子                   |
| 2  | 4月12日       | 運命のはじまり | 面出明美                | 川崎逸朗          | 須藤隆   | 津幡佳明                   |
| 3  | 4月19日       | 時雨の心地     | 石川学                  | 寺東克己          | 高木茂樹 | 寺沢伸介                   |
| 4  | 4月26日       | 蒼き女神       | 山部康男                | 日下吾郎 川崎逸朗 | 岡崎幸男 | 井口忠一                   |
| 5  | 5月3日        | 犯罪者たち     | あみやまさはる          | 松園公            | 多田俊介 | 菊地洋子                   |
| 6  | 5月10日       | 波音の彼方     | 面出明美                | 菱川直樹          | 川崎逸朗 | 津幡佳明                   |
| 7  | 5月17日       | 古の守護者     | 石川学                  | 寺東克己          | 川口仁   | 寺沢伸介                   |
| 8  | 5月24日       | 逃亡           | 山部康男                | 日下吾郎          | 木宮茂   | 村上勉                     |
| 9  | 5月31日       | 残された友     | 石川学                  | 井硲清高          | 多田俊介 | 朴炯仁                     |
| 10 | 6月7日        | 名も無き十字軍 | 山部康男                | 菱川直樹          | 渡辺純央 | 村田俊治                   |
| 11 | 6月14日       | 孤独な勇者     | 面出明美                | 寺東克己          | 多田俊介 | 門智昭                     |
| 12 | 6月21日       | 白い家         | あみやまさはる 面出明美 | 日下吾郎          | 川崎逸朗 | 菊地洋子 寺岡賢司          |
| 13 | 6月28日       | 微笑みの聖母   | 石川学 面出明美         | 菱川直樹          | 川口仁   | 津幡佳明 菊地洋子          |
| 14 | 7月5日        | 精霊の巫女     | 面出明美                | 寺東克己          | 渡辺純央 | 寺沢伸介                   |
| 15 | 7月12日       | 焔立つ         | 山部康男                | 渡辺純央          | 多田俊介 | 朴炯仁                     |
| 16 | 7月19日       | 奪還           | 石川学                  | 寺東克己          | 川口仁   | 菊地洋子 寺岡賢司          |
| 17 | 7月26日       | 緋色の王城     | 面出明美                | 日下吾郎          | 蹴見川球 | 藤井まき                   |
| 18 | 8月2日        | キメラ使い     | あみやまさはる          | 川崎逸朗          | 渡辺純央 | 津幡佳明                   |
| 19 | 8月23日       | 両雄対決       | 山部康男                | 日下吾郎          | 川口仁   | 朴炯仁                     |
| 20 | 8月30日       | 再会           | 石川学                  | 寺東克己          | 西村智史 | 菊地洋子 神野高史 寺沢伸介 |
| 21 | 9月6日        | 真実の在処     | 面出明美                | 日下吾郎          | 川口仁   | 菊地洋子 津幡佳明          |
| 22 | 9月13日       | 影に潜む       | 山部康男                | 川崎逸朗          | 渡辺純央 | 菊地洋子 寺岡賢司          |
| 23 | 9月20日       | 凍れる瞳       | あみやまさはる          | 山本裕介          | 多田俊介 | 朴炯仁 菊地洋子            |
| 24 | 9月27日       | 闇の胎動       | 面出明美                | 多田俊介          | 高木茂樹 | 寺沢伸介                   |
| 25 | 10月4日       | 聖柩           | 面出明美                | 菱川直樹          | 渡辺純央 | 津幡佳明 江森真理子        |
| 26 | 10月11日      | 輝の少年       | 面出明美                | 川崎逸朗          | 多田俊介 | 菊地洋子 寺岡賢司          |

### サウンドトラック
| タイトル                                          | 発売日        | 販売           | 製品番号                   |
| ------------------------------------------------- | ------------- | -------------- | -------------------------- |
| アークザラッド TVアニメーションサウンドトラックI  | 1999年7月23日 | アニプレックス | SVWC-1304、ASIN B00005GAJR |
| アークザラッド TVアニメーションサウンドトラックII | 1999年9月22日 | アニプレックス | SVWC-1306、ASIN B00005GAJS |

## 単行本

### 漫画
- アークザラッドII〜炎のエルク〜（西川秀明）
  1. 1998年1月22日発行、ISBN 4-87025-236-8
  2. 1998年4月22日発行、ISBN 4-87025-273-2
  3. 1998年9月22日発行、ISBN 4-87025-340-2
  4. 1999年1月22日発行、ISBN 4-87025-424-7
  5. 1999年4月22日発行、ISBN 4-87025-481-6
  6. 2000年1月22日発行、ISBN 4-7575-0152-8
  7. 2000年1月22日発行、ISBN 4-7575-0152-8
  8. 2000年4月22日発行、ISBN 4-7575-0193-5
  9. 2001年3月22日発行、ISBN 4-7575-0402-0
  10. 2001年10月22日発行、ISBN 4-7575-0534-5

- アークザラッドII～炎のエルク～〈SEVENFOLD STORIES〉（西川秀明）
  1. 2000年9月27日発行、ISBN 4-7575-0286-9

- アークザラッドII （藤凪かおる）
  1. 1998年2月12日、ISBN 4-87025-673-8
  2. 1998年8月11日、ISBN 4-87025-338-0
  3. 1999年1月12日、ISBN 4-87025-447-6
  4. 1999年5月12日、ISBN 4-7575-0026-2

### 小説
- 小説アークザラッドII 上 アークザラッド(2)炎の少年エルク（飯野文彦）
  1. 1999年12月22日、ISBN 4-7575-0168-4
- 小説アークザラッドII 下 アークザラッド(3)新たなる伝説（飯野文彦）
  1. 2000年3月3日、ISBN 4-7575-0182-X

## CDドラマ
アークザラッドII 炎のエルク
1998年12月23日エニックスより発売。漫画版『炎のエルク』1巻が題材となっている。
- キャスト
  - エルク：折笠愛
  - リーザ：浅田葉子
  - シュウ：池田秀一
  - パンディット：家中宏
  - 黒服の男：郷里大輔
  - アルフレッド：松本保典
  - ソードマン：中村大樹
  - ドクター・ラド：北村弘一
  - ビビガ：島香裕
  - アンナ：村井かずさ
  - 母親：くればやしたくみ
  - 警官A：浜田賢二
  - 警官B：清水敏孝
  - 空港責任者：松本大
  - 部下A：辻親八
  - ナレーション：結城比呂